# Boizenburg/Elbe
Boizenburg/Elbe [ˈbɔ͜yt͜sn̩bʊrk] ist die westlichste Stadt Mecklenburgs, gelegen am Dreiländereck mit Niedersachsen und Schleswig-Holstein und im UNESCO-Biosphärenreservat Flusslandschaft Elbe-Mecklenburg-Vorpommern im Landkreis Ludwigslust-Parchim in Mecklenburg-Vorpommern (Deutschland). Die Kleinstadt ist Verwaltungssitz des Amtes Boizenburg-Land, dem elf Gemeinden angehören, ist selbst aber amtsfrei.
Boizenburg befindet sich in der Metropolregion Hamburg. Der Ort bildet ein Grundzentrum, das zu einem Mittelzentrum entwickelt wird.

## Ortsteile
Zu Boizenburg gehören folgende Ortsteile:
| - Bahlen - Bahlendorf - Gehrum - Gothmann - Heide | - Metlitz - Schwartow - Streitheide - Vier |

## Geschichte

### Name

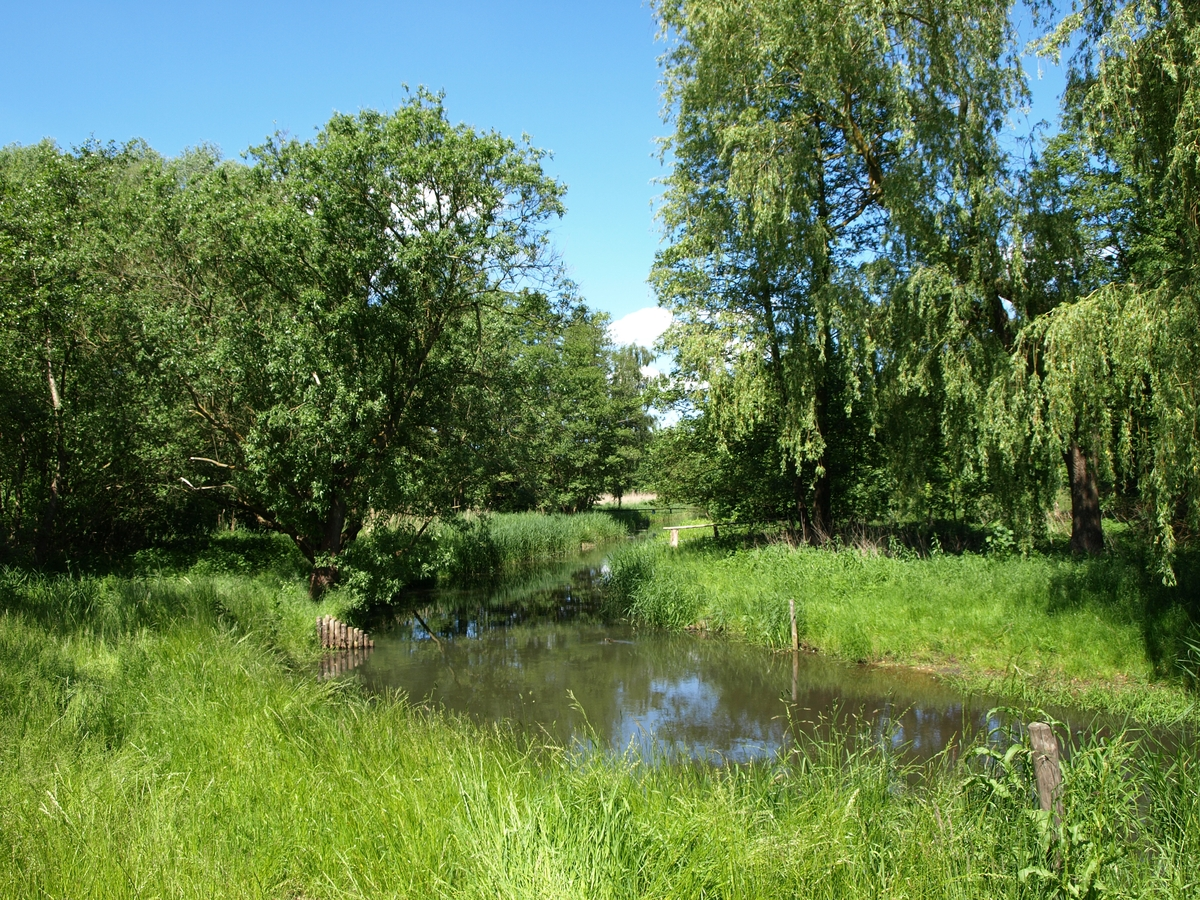
Die Boize – Namensgeberin der Stadt

Der Name der Stadt verweist auf eine ehemalige Burg an dem Fluss Boize. Die älteste Erwähnung als territorio boyceneburg findet sich in einer Urkunde Heinrichs des Löwen von 1171, dann in einem Dokument von 1223 die terra boyzenburc und im Ratzeburger Zehntregister von 1230 die terra boyceneburch. 1255 wurde erstmals der Name Boitzenborg erwähnt. Der zusammengesetzte Ortsname ist deutschen Ursprungs. Der Gewässername Boize könnte sich vom niederdeutschen bõke bzw. boic, also Buche, ableiten oder vom Umkämpften Fluss, vom slawischen Wort boj für Kampf. Bis in die Mitte des 19. Jahrhunderts wurde der Name mit einem t, also Boitzenburg geschrieben.
Boizenburg plant, die Stadt über den Namenszusatz „Fliesenstadt“ als Fliesenstadt Boizenburg touristisch erfolgreicher zu vermarkten. Genutzt werden soll das regionale Alleinstellungsmerkmal der Stadt mit ihrer Beziehung zu Fliesen: Boizenburg war in den 1930er Jahren der europaweit größte Produktionsstandort für Fliesen und zu DDR-Zeiten Sitz des VEB Kombinat Fliesen und Sanitärkeramik „Kurt Bürger“ Boizenburg. Boizenburg besitzt ein Fliesenmuseum und hat im Stadtbild zahlreiche Fliesen und Fliesenwandbilder.

### Mittelalter
Nach dem Abwandern der Elbgermanen besiedelten ab dem 8. Jahrhundert Abodriten das Land. Durch das Gebiet verlief ein Fernweg vom Harz zur Ostsee. Im Fürstengarten entstand deshalb im 9. Jahrhundert eine slawische Niederungsburg.
Der letzte slawische Fürst verlor um 1139 die Herrschaft über Polabien. Heinrich der Löwe vergab Polabien 1142 als erbliches Lehen an Heinrich von Badewide. Den militärisch bedeutsamen Elbübergang bei Gothmann und das Land Boizenburg behielt der Sachsenherzog. Die Burg wurde Zollstelle für den Salzhandel zwischen Lüneburg und dem Ostseeraum. Es entstand südöstlich der Burg eine Siedlung, das spätere Altendorf. 1181 unterstand das Land Bernhard I. von Ratzeburg. Dieser errichtete auf dem Bollenberg die hölzerne Befestigung castrum wotmunde.
1201 fiel die Grafschaft an die Dänen; Boizenburg gehörte zur Grafschaft Schwerin. 1208 wurde die wieder aufgebaute Burg und das castrum wotmunde zerstört und das Land Boizenburg verwüstet. Die Marienkirche wurde in dieser Zeit errichtet, und zwischen dem Kirchplatz und der Niederungsburg entstand eine Kaufmannskolonie. 1241 verwaltete sich diese Kaufmannskolonie selbst. 1255 kauften die „borgern to Boitzenborg“ von Graf Gunzelin III. ein Vorwerk an der Boize. Die Siedlung erhielt das Lübecker Stadtrecht 1267 verliehen. In einer Urkunde aus demselben Jahr wurden die ersten Juden in der Stadt erwähnt, deren Geschichte mit dem Sternberger Judenpogrom im Jahr 1492 und deren Vertreibung aus ganz Mecklenburg zunächst wieder endete. 1353 kam Boizenburg zu Mecklenburg und wurde Landstadt in Mecklenburg und war als solche eine der Städte im Wendischen Kreis, die bis 1918 auf mecklenburgischen Landtagen der 1523 vereinten Landstände vertreten waren. 1380 ließ Wismar eine Stadtmauer um Boizenburg errichten. Um 1542 durfte ein lutherischer Prediger lediglich auf dem Kirchenhof predigen.

### 17. bis 19. Jahrhundert
1627 wurden während des Dreißigjährigen Krieges bei schweren Kämpfen die Hoch-Burg und die Kirche zu großen Teilen zerstört.
1680 zerstörte ein schwerer Hagelschlag viele Hausdächer. 1688 wurde zu Boizenburg durch Herzog Gustav Adolf von Mecklenburg-Güstrow ein Vertrag über einen Truppenbeitrag von 1000 Mann und 3 Kompanien zu Pferd für den Kampf gegen die Türken in Ungarn geschlossen.
Beim großen Stadtbrand vom 15. auf den 16. Oktober 1709 wurden über 150 Häuser, darunter das Rathaus und die Kirche, zerstört. Mit der Planung des Wiederaufbaus wurde der Ingenieurkapitän Jacob Reutz beauftragt. Er übernahm den regelmäßigen Grundriss der Stadt, ließ aber die Entwässerungsgräben der in Ost-West-Richtung verlaufenden Straßen entfernen. Dazu wurde das Gelände um 1,5 Meter aufgeschüttet, was auch dem Hochwasserschutz diente. 1712 wurde das barocke Fachwerk-Rathaus neu errichtet. 1717 wurde mit dem Wiederaufbau der Kirche auf den Resten der Ruine im barocken Stil begonnen. Es folgten zumeist im 18. Jahrhundert die Fachwerkhäuser und später die klassizistischen Putzbauten.
1719 rückte die kaiserliche Armee in Mecklenburg und damit auch in Boizenburg ein. Die Truppen blieben als Garnison bis 1768 in der Stadt. Boizenburg war von 1734 bis 1763 Sitz des hannoverschen Ober-Aufsehers über die verpfändeten mecklenburgischen Ämter. 1793 wurde die Lemmsche Bootswerft gegründet.
In der ersten Hälfte des 18. Jahrhunderts erfolgte die Ansiedelung von jüdischen Kaufleuten. Dies stieß auf Ablehnung des Boizenburger Stadtrates, für das Jahr 1734 werden Beschwerden von Bürgern über jüdische Kaufleute erwähnt. 1767 wurde den Schutzjuden das Hausieren in Boizenburg untersagt. Eine selbständige jüdische Gemeinde in Boizenburg ist Mitte des 19. Jahrhunderts nachweisbar. Ein ehemaliger jüdischer Friedhof liegt noch denkmalgeschützt in den „Turnereichen“, die letzte Bestattung war 1934. Die Synagoge gab es an der Wallstraße 7 von 1799 bis 1892, als sie der Freimaurerloge verkauft wurde. 1935 wurde darin ein Heimatmuseum eingerichtet, nach 1945 diente sie u. a. als Musikschule.
In den Befreiungskriegen 1813 kämpfte die Boizenburger Landwehr an der Seite der Tettenbornschen Kosaken gegen die Franzosen und befreite die Stadt im April desselben Jahres.
Zwischen 1827 und 1830 wurde die Hamburg−Berliner Chaussee gebaut. Die Bundesstraße 5 verläuft vor und hinter Boizenburg auf deren Trasse, wird aber durch die 1995 fertiggestellte Ortsumgehung im Nordosten um die Stadt geführt.
1833 eröffnete die erste Sparkasse.
1834 hatte Boizenburg 3147 Einwohner, davon 43 Juden. Der Ort war Sitz des Elb-Zollamts, eines Dominalamts und einer Gendarmerie Brigade.
Am 15. Oktober 1846 fand die Inbetriebnahme des 222 Kilometer langen Eisenbahn-Streckenabschnittes Berlin-Boizenburg statt.
Während der Deutschen Revolution 1848/49 führte der Boizenburger Rektor und Mitglied der Frankfurter Nationalversammlung Ludwig Reinhard die Boizenburger Bürgerwehr an. In der Zeit der Schleswig-Holsteinischen Erhebung von 1848/1851 zogen zahlreiche Truppen durch den Ort.
In der Lemmschen Schiffswerft wurde 1885 das erste Motorboot gebaut. 1890 erfolgte die Inbetriebnahme der Boizenburger Stadt- und Hafenbahn. 1892 brach wie in Hamburg eine Cholera aus.

### 20. Jahrhundert
Mit der Gründung der Fliesenwerke im Jahr 1903 zogen viele katholische Arbeiter vor allem aus Oberschlesien nach Boizenburg.
Ebenfalls im Jahr 1903 ließ der Mühlenbesitzer an der Boize ein Generatorhaus zur Stromerzeugung bauen. 1921 übernahm die Stadt das Elektrizitätswerk.
Im Ersten Weltkrieg fielen 144 Bürger aus Boizenburg. 1924 lebten nur noch drei jüdische Familien in Boizenburg.
1931 wurde Eduard Ludwig Alexander (KPD) zum Bürgermeister gewählt, der sein Amt aufgrund von Notverordnungen aber nicht antreten konnte.
Die Pastoren Christian Berg und Hans-Werner Ohse aus Boizenburg äußerten sich am 29. Mai 1933 kritisch über eine Versammlung von Pastoren in Bad Kleinen, die sich zum Nationalsozialismus bekannten. Als Berg und Ohse im November 1933 auf Bürgerschaftswahlsammlungen gegen die Neuordnung der Landeskirche durch Deutsche Christen protestierten, kam es zu Tumulten. Ohse wurde daraufhin als erster Geistlicher Mecklenburgs aus seinem Amt entlassen. Berg wurde von Boizenburg nach Basse versetzt und der bereits entlassene Ohse ging nach Pommern.
1942 veranlasste der nationalsozialistische Oberstadtdirektor mit einem persönlichen Schreiben die Einlieferung eines Jungen in die Nervenheilanstalt Schwerin im Rahmen des menschenverachtenden Kinder-Euthanasie Erlasses.
Seit 1933 erhielt die Werft Thomsen & Co. viele Rüstungsaufträge. Die Firma Duensing-Bicheroux-Werke (Fliesenwerk Boizenburg) war als Außenkommando der Strafanstalten Dreibergen-Bützow aktiv, die meist politischen Häftlinge mussten Rüstungsgüter für Dornier produzieren. Von September 1944 bis April 1945 leitete die SS an Stelle des Ostarbeiterlagers Elbberg das Außenlager KZ Boizenburg des KZ Neuengamme, in dem etwa 450 Frauen, meist ungarische Jüdinnen, interniert waren. Die Frauen mussten unter zermürbenden Umständen Zwangsarbeit in der Werft Thomsen & Co. verrichten. Am 1. Mai 1945 rückten von der Elbe her die 8. US-Infanteriedivision der US-Armee und kanadische Truppen in Boizenburg ein und befreiten die gefangenen Frauen des Außenlagers Neuengamme. Wenige Wochen später wurde die Stadt an die Rote Armee übergeben. Nach 1945 wurde der Betrieb in die Sowjetische Aktiengesellschaft (SAG) Elbe-Werft überführt, die Fangschiffe als Reparationsleistung an die Sowjetunion lieferte.

#### SBZ und DDR
Während der Teilung Deutschlands war Boizenburg eine isolierte Grenzstadt. Die Verbliebenen unterlagen starken – und mit dem Mauerbau 1961 weiter verschärften – Kontrollen durch DDR-Behörden. Von 1952 bis 1994 lag Boizenburg im Kreis Hagenow (bis 1990 im DDR-Bezirk Schwerin).
Um 1950 gab es in Boizenburg eine Schule bzw. ein achtwöchiges Trainingslager, in dem 3.000 bis 3.500 Rekruten und Rekrutinnen der Volkspolizei eine paramilitärische Ausbildung erhielten, obwohl die Frauen eigentlich für die Büroarbeit der Polizei vorgesehen waren. Ausbilder waren ehemalige deutsche Unteroffiziere.
Boizenburg lag bis in die 1970er Jahre im direkten Sperrgebiet entlang des Verlaufs der innerdeutschen Grenze. Zum Einreisen in die Fünf-Kilometer-Sperrzone war ein Passierschein nötig. Mit Ausbau der Grenzsicherungsanlagen wurde die Kontrollstelle für das Grenzgebiet weiter in Grenznähe verlegt, erhalten blieb aber der Kontrollpunkt im Ortsteil Vier (KP-Vier), der den Zugang in das Sperrgebiet kontrollierte. Reisen nach Boizenburg wurden streng kontrolliert, Hafen- und Grenzbesichtigungen waren nicht gestattet. Ein Antrag für Besuche von Verwandten und Bekannten war nach dem veränderten Sperrgebietsverlauf ab dem Jahr 1972 nicht mehr notwendig.
1973 begann die Elbewerft mit der Produktion von Binnenfahrgastschiffen für die Sowjetunion. Seither wurden Schiffe mit den Abmessungen 129 mal 17 Meter und einem Tiefgang von 2,90 Meter weiterhin für die UdSSR gebaut. In der DDR-Zeit hatte die Werft den höchsten Produktionsausstoß in den ganzen 200 Jahren ihres Bestehens.
Die Personenbeförderung durch die Stadt- und Hafenbahn wurde 1967 eingestellt. 1969 entstand der Busbahnhof. Mit der Eröffnung des letzten Teilstücks der Transitautobahn zwischen Hamburg und Berlin, der heutigen Bundesautobahn 24, am 20. November 1982 ebbte der Durchgangsverkehr durch die Innenstadt ab.

#### Bundesrepublik
Seit 1990 gehört die Stadt zum Land Mecklenburg-Vorpommern. 1994 wurde die Stadt in den Landkreis Ludwigslust eingegliedert. Seit der Kreisgebietsreform 2011 liegt sie im Landkreis Ludwigslust-Parchim. Nach der politischen Wende wurde ab 1991 der historische Stadtkern mit dem Rathaus, der Wallanlage und dem Hafenbereich unter anderem im Rahmen der Städtebauförderung und dem Programm Städtebaulicher Denkmalschutz gründlich saniert. Die ehemalige Grenzkontrollstelle im Stadtteil Vier verblieb zunächst ungenutzt, wurde aber in wesentlichen Teilen erhalten und ist heute eine Gastwirtschaft.
1995 wurde die Umgehungsstraße fertiggestellt. 1997 musste die Elbewerft Boizenburg wegen Insolvenz schließen. 2001 erfolgte die Neugestaltung des Hafengeländes. 2002 erreichte die Jahrhundertflut Boizenburg. 2013 wurde die Stadt im Juni erneut vom Hochwasser bedroht, die Hochwasser-Schutzmaßnahmen verhinderten Überflutungen im Innenstadtbereich.

## Bevölkerung
| Jahr | Einwohner |
| ---- | --------- |
| 1834 | 03.147    |
| 1875 | 03.553    |
| 1880 | 03.614    |
| 1890 | 03.672    |
| 1933 | 05.843    |
| 1939 | 07.067    |

| Jahr | Einwohner |
| ---- | --------- |
| 1950 | 11.749    |
| 1971 | 11.740    |
| 1981 | 12.338    |
| 1988 | 12.049    |

| Jahr | Einwohner |
| ---- | --------- |
| 1990 | 11.595    |
| 1995 | 10.913    |
| 2000 | 10.654    |
| 2005 | 10.871    |
| 2010 | 10.691    |
| 2015 | 10.379    |
| 2020 | 10.722    |

| Jahr | Einwohner |
| ---- | --------- |
| 2021 | 10.689    |
| 2022 | 10.829    |
| 2023 | 10.881    |

ab 1990: Stand: 31. Dezember des jeweiligen Jahres

## Politik

### Stadtvertretung
Die Stadtvertretung von Boizenburg besteht entsprechend der Einwohnerzahl der Stadt aus 25 Mitgliedern. Die Kommunalwahl am 9. Juni 2024 führte bei einer Wahlbeteiligung von 55,1 % zu folgendem Ergebnis:
| Partei / Wählergruppe            | Stimmenanteil 2019 | Sitze 2019 |        | Stimmenanteil 2024 | Sitze 2024 |
| -------------------------------- | ------------------ | ---------- | ------ | ------------------ | ---------- |
| CDU                              | 32,4 %             | 8          | 28,8 % | 7                  |            |
| AfD                              | –                  | –          | 18,4 % | 1                  |            |
| Bürger für Boizenburg (BfB)      | 21,4 %             | 5          | 17,7 % | 4                  |            |
| SPD                              | 19,8 %             | 5          | 17,3 % | 4                  |            |
| Die Linke                        | 17,9 %             | 5          | 11,6 % | 3                  |            |
| Heimat und Identität             | –                  | –          | 03,4 % | 1                  |            |
| Einzelbewerberin Christine Dyrba | –                  | –          | 02,9 % | 1                  |            |
| NPD                              | 05,2 %             | 1          | –      | –                  |            |
| FDP                              | 02,5 %             | 1          | –      | –                  |            |
| Bündnis C                        | 00,8 %             | –          | –      | –                  |            |
| Insgesamt                        | 100 %              | 25         | 100 %  | 21                 |            |

Bei der Wahl 2024 entfielen auf die AfD fünf Sitze. Da sie nur eine Kandidatin aufgestellt hatte, bleiben in der Stadtvertretung vier Sitze unbesetzt.

### Bürgermeister
- 2000–2022: Harald Jäschke (parteilos)[33]
- seit 2022: Rico Reichelt (Die Linke[34])

Reichelt, der unter seinem Geburtsnamen Jakobeit angetreten war, wurde in der Bürgermeisterstichwahl am 10. Oktober 2021 mit 57,9 Prozent der gültigen Stimmen gewählt. Seine Amtszeit beträgt sieben Jahre.

### Wappen

Flagge der Stadt Boizenburg/Elbe

| Wappen der Stadt Boizenburg | Blasonierung: „In Blau eine goldene Burg mit gezinnter Mauer und geöffneten Torflügeln, auf der Mauer ein Turm mit drei Fenstern und Kuppeldach, flankiert von Seitenflügeln mit je vier Fenstern und gegipfeltem Dach, beide Dächer mit einem Knopf besteckt.“ |
| Wappen der Stadt Boizenburg | Wappenbegründung: In dem nach dem Siegelbild des SIGILLVM CIVITATIS BOIZCENEBORG – zuerst 1326 als Abdruck überliefert – gestalteten und in der jetzigen Form im April 1858 festgelegten Wappen steht die Burg zum einen als redendes Zeichen für die Endsilbe des Stadtnamens, zum anderen kennzeichnet sie eine befestigte, wehrhafte Stadt. Das Wappen wurde 1996 im Zuge der Flaggengenehmigung von dem Schweriner Heraldiker Heinz Kippnick neu gezeichnet, am 10. April 1858 vom Großherzog Friedrich Franz II. von Mecklenburg-Schwerin festgelegt und unter der Nr. 36 der Wappenrolle des Landes Mecklenburg-Vorpommern registriert. |

### Flagge
Die Flagge wurde von dem Schweriner Heraldiker Heinz Kippnick gestaltet und am 31. Mai 1996 durch das Ministerium des Innern genehmigt.
Die Flagge ist Gelb – Blau (1:1) längs gestreift. In der Mitte des Flaggentuchs liegt, auf jeweils zwei Drittel der Höhe des gelben und des blauen Streifens übergreifend, das Stadtwappen. Die Höhe des Flaggentuches verhält sich zur Länge wie 3:5.

### Dienstsiegel
Das Dienstsiegel zeigt das Wappen der Stadt mit der Umschrift STADT BOIZENBURG/ELBE • LANDKREIS LUDWIGSLUST-PARCHIM.

### Partnerstädte
- Lauenburg/Elbe in Deutschland[39]
- Czersk in Polen[39]

## Sehenswürdigkeiten

### Innenstadt

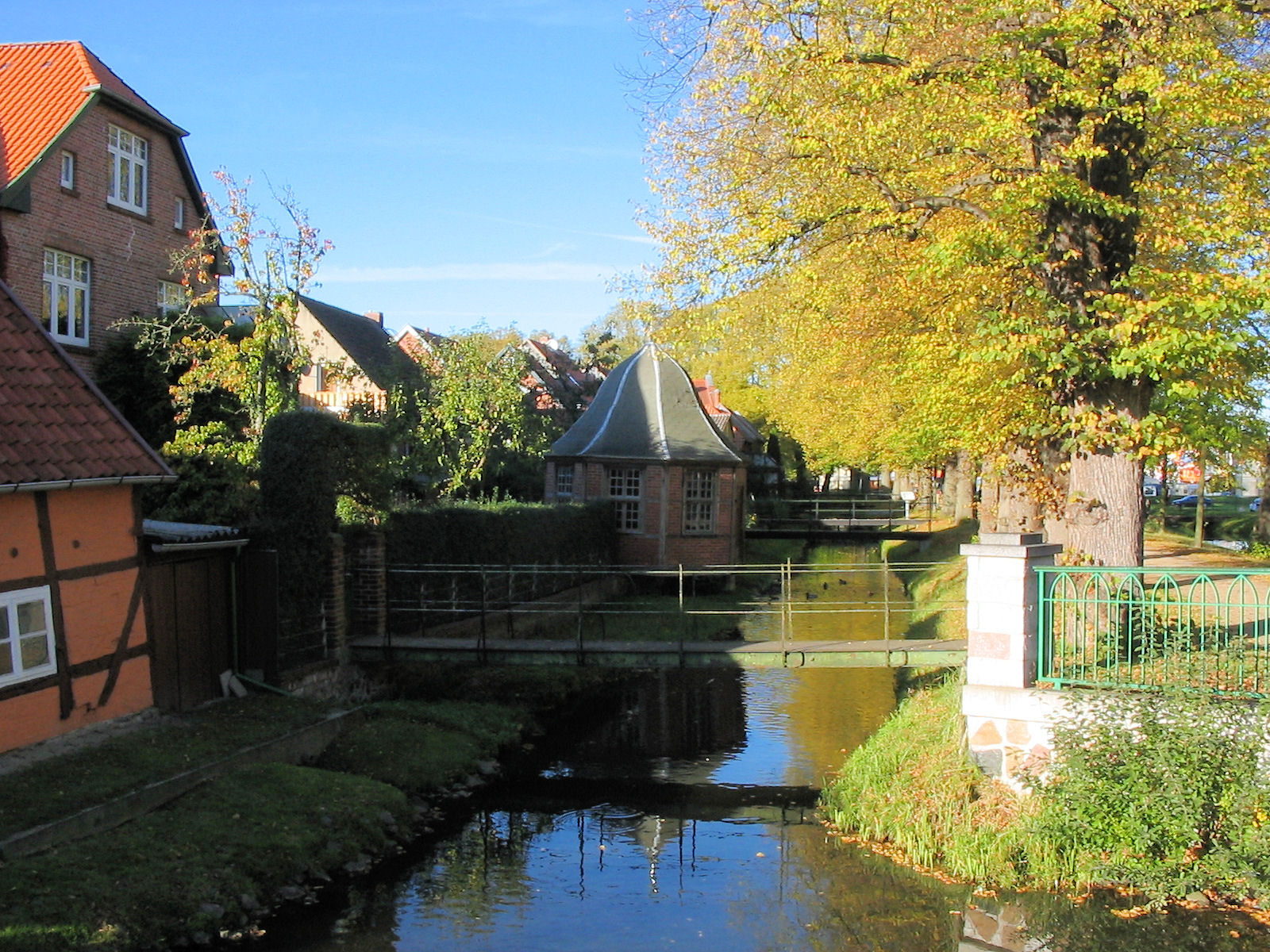
Wallgraben

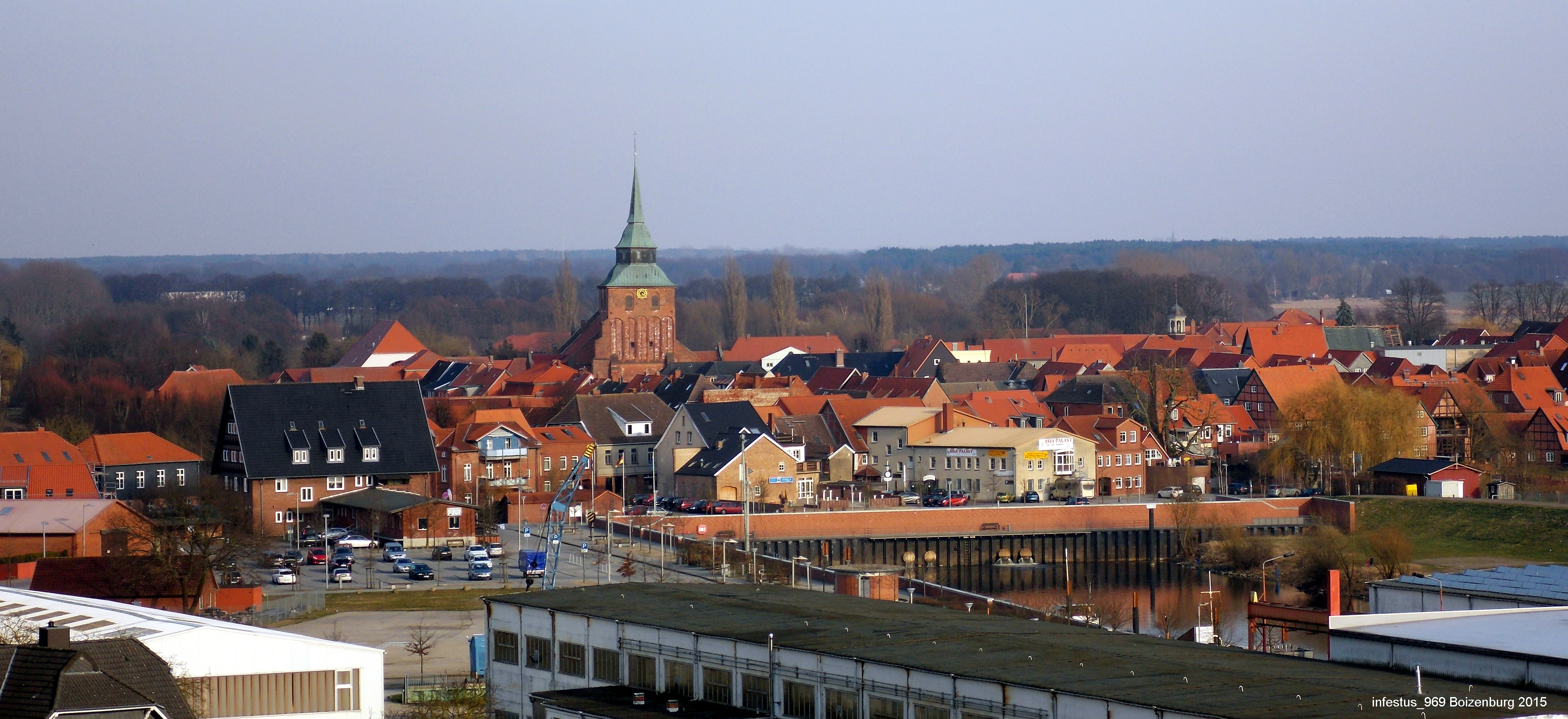
Blick auf die Altstadt und Hafen

Die Innenstadt ist von einer ringförmigen mittelalterlichen Wallanlage umgeben. Der im 18. Jahrhundert abgetragene Wall ist auf ganzer Länge beidseitig von Wassergräben umschlossen. Die vielen kleinen Fachwerkhäuser, die unmittelbar an den inneren der beiden Gräben grenzen und das gesamte Stadtbild maßgeblich prägen, sind über 45 Brücken mit dem Wall verbunden, was der Elbestadt auch den Namen Klein Venedig des Nordens einbrachte. Besonders reizvoll ist auch der sogenannte Wallpavillon, ein kleiner sechseckiger Barockbau, der von einem bronzenen Morgenstern bekrönt wird. Er steht unmittelbar am inneren Wallgraben des Langen Walls und war bis vor einigen Jahren über eine Brücke erreichbar. Bemerkenswert auch der alte Lindenbaumbestand, der Ende des 18. Jahrhunderts angepflanzt wurde.
Nach dem Stadtbrand von 1709 wurde die Stadt, auch im Sinne des Brandschutzes, mit schachbrettartigem Grundriss wieder aufgebaut. In dieser Zeit erhielt die Stadt ihre noch heute erhaltene barocke Prägung. Einige Fachwerkhäuser wie Wallstraße 32, Klingenbergstraße 39, Große Wallstraße 19 (Sparkasse) (18. Jh.), Reichenstraße 1, 15 und 17, Königsstraße 24, Fiefhusen 6 bis 8 und im Bollenberg sind bemerkenswert und gut saniert.
Bei einigen der nach dem Stadtbrand 1709 erbauten Häuser finden sich Mühlensymbole und Donnerbesen, die in das Mauerwerk eingearbeitet wurden und vor bösen Geistern und Unwettern schützen sollen. Das Mühlensymbol steht auch als Glückssymbol, das dem Hausbesitzer Wohlstand bringen soll.

### Bauwerke
- Ein bedeutender barocker Fachwerkbau ist das freistehende Boizenburger Rathaus auf dem Marktplatz von 1711 als zweistöckiger Fachwerkbau mit Laubengang, getragen von hölzernen Stützen, und dem abgewalmten Mansarddach mit einem Laternentürmchen.
- Die dreischiffige, evangelische Stadtkirche St. Marien liegt am Markt. Die Ursprünge ihres Baus mit Baubeginn von 1217 sind romanisch im Stil einer westfälischen Stadtkirche des 13. Jahrhunderts, es gibt aber zum großen Teil auch gotische Bauelemente. Zerstörung des Kirchengebäudes im Juli 1627 während des Dreißigjährigen Krieges durch Explosion von lagernden Pulverbeständen, der Wiederaufbau wurde erst 1677 abgeschlossen. Nach dem Stadtbrand von 1709 wurden Veränderungen im Stil des Barocks vorgenommen. Die Pfarrkirche erhielt einen neuen Turm. Eine Besonderheit ist die Turmhaube: Aus dem quadratischen Grundriss des Turms formt sich eine achtseitige Laterne, von der aus man eine gute Aussicht über die Stadt und die Elbtalaue hat. Es gibt neugotische Anbauten von 1860 bis 1865 sowie einen gläsernen Einbau innerhalb der vormaligen Apsis, der aus den 1980er Jahren stammt. Die Innenausstattung des Gotteshauses ist ebenfalls neogotisch, so auch die romantische Orgel des Schweriner Hoforgelbauers Friese von 1892. Erhalten sind der barocke Altar und die Kanzel, die nach dem Stadtbrand des 18. Jahrhunderts von einer Hamburger Kirche gestiftet wurden.
- Erstes Deutsches Fliesenmuseum Boizenburg, Reichenstraße 4: zweigeschossiges verklinkertes Giebelhaus, seit 1998 Museum.
- Ehemaliges Kaiserliches Postamt, Markttorstraße 5; Das zweigeschossige Postdienstgebäude wurde im Oktober 1887 eröffnet.
- Heimatmuseum Boizenburg, Markt 1: dreigeschossiges ehemaliges Wohnhaus, das dem Schweriner Hofbaumeister Georg Adolf Demmler zugeschrieben wird.
- Katholische Heilig-Kreuz-Kirche, erbaut 1926
- Wohn- und Geschäftshaus Klingbergstraße 39; Das zweigeschossige Fachwerkhaus ist eines der ältesten seiner Art.
- Kleine Wallstraße 7: Das Gebäude wurde 1799 erbaut und bis 1892 als Synagoge genutzt, 1892 erfolgte der Verkauf an die Freimaurerloge „Vesta zu den drei Türmen“. Nach dem Verbot der Freimaurerlogen 1934 folgte eine Nutzung als Heimatmuseum und Musikkabinett. Das Gebäude befand sich ab Oktober 1993 wieder in Besitz einer Freimaurerloge. Im Oktober 2015 erwarb die Guru Ram Das Aquarian Academy das Gebäude. Durch die neue Nutzung ist der Erhalt dieses geschichtsträchtigen Gebäudes gesichert.[40]
- Wassermühle Boizenburg an der Boize, erneuert 1880, mit 1892 angebauten Speicher, vorwiegend als Getreidemühle genutzt, 1903 auch zur Stromerzeugung  genutzt, heute zum Wohnhaus umgebaut.
- Wall-Pavillon im barocken Baustil mit polygonaler Grundfläche; Auf der Dachhaube des Pavillons befindet sich ein imposanter Morgenstern. Der Wall-Pavillon wurde anlässlich der 725-Jahr-Feier 1980 restauriert. Derzeit ist der Wall-Pavillon von der Wallseite aus nicht zugänglich, da die Zugangsbrücke nicht mehr vorhanden ist, er kann aber von außen jederzeit bewundert werden.
- Villa Markttorstraße 9 von 1907 im Jugendstil für den Wassermühlen-Besitzers Ludwig Hinselmann; 1920 übernahm sein Schwiegersohn Johannes Krey das Anwesen. Am Schornstein ist ein Mühlensymbol angebracht. Später im Eigentum des Unternehmens Boizenburger Fliesen GmbH, heute Hotel.
- Friedhofskapelle auf dem Friedhof, erbaut 1788 von Sophia Elisabeth Regass, Fachwerkbau mit Mansardwalmdach
- Grabkapellen auf dem Boizenburger Friedhof: Familie Duncker, Familie Evers, Familie Gluud (erbaut 1934), Familie Grassmann.
- Haus Baustraße 26 von 1880, mit Mansardwalmdach; Die Vorderfront des historistischen Gebäudes ist mit Terracotta-Verzierungen geschmückt. 1912 wurde es vom jüdischen Kaufmann Phillip Lazarus an den Boizenburger Schlachtermeister Nickel Tennigkeit verkauft.
- Am Fährweg, ehemaliges Elbzollhaus, erbaut 1828, bis 1869 als Zollgebäude genutzt, nach Verkauf an die Lemmsche Werft Umbau zum spätklassizistischen Direktionsgebäude der Werft.

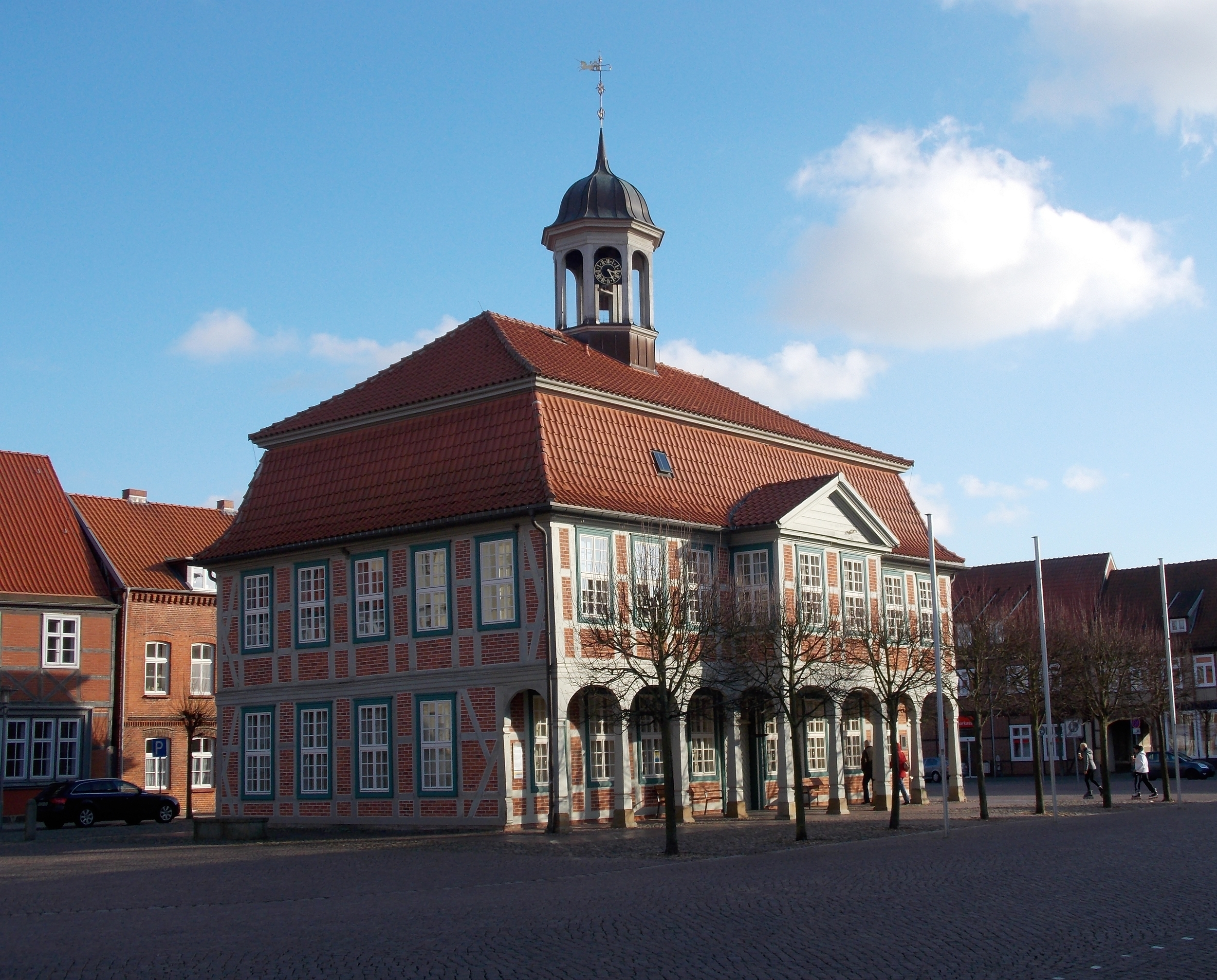
Rathaus
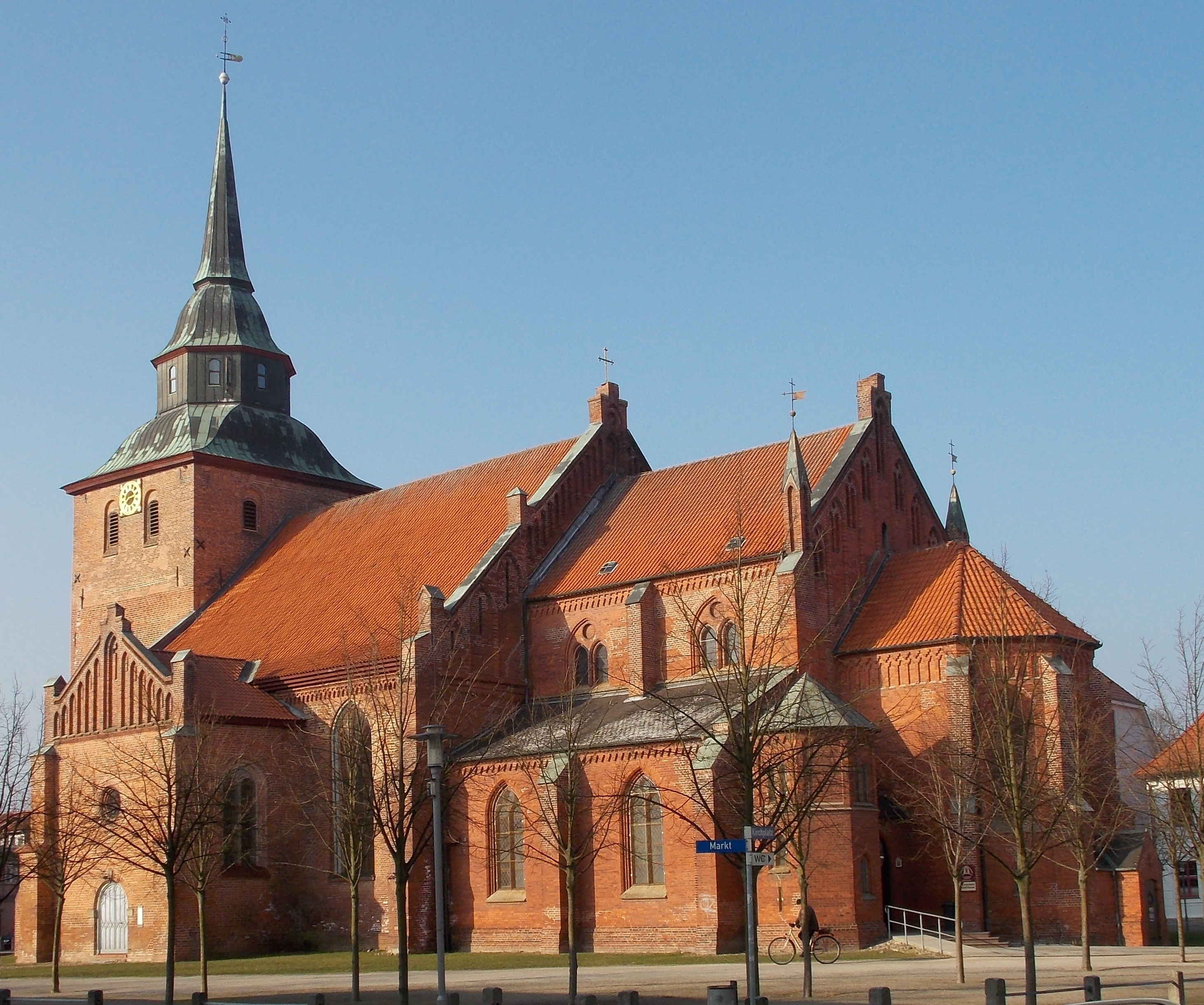
Marienkirche
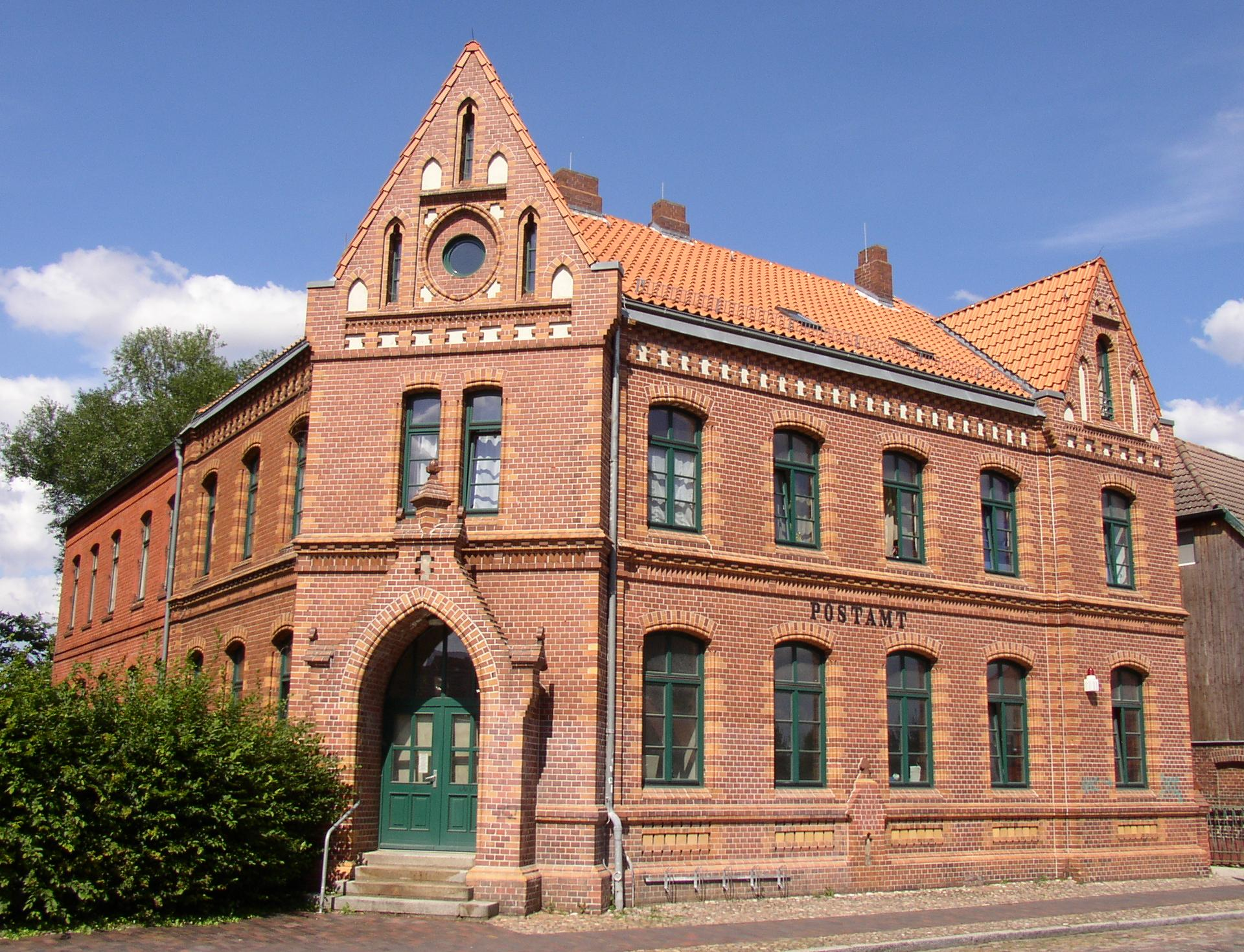
Ehemaliges Postamt
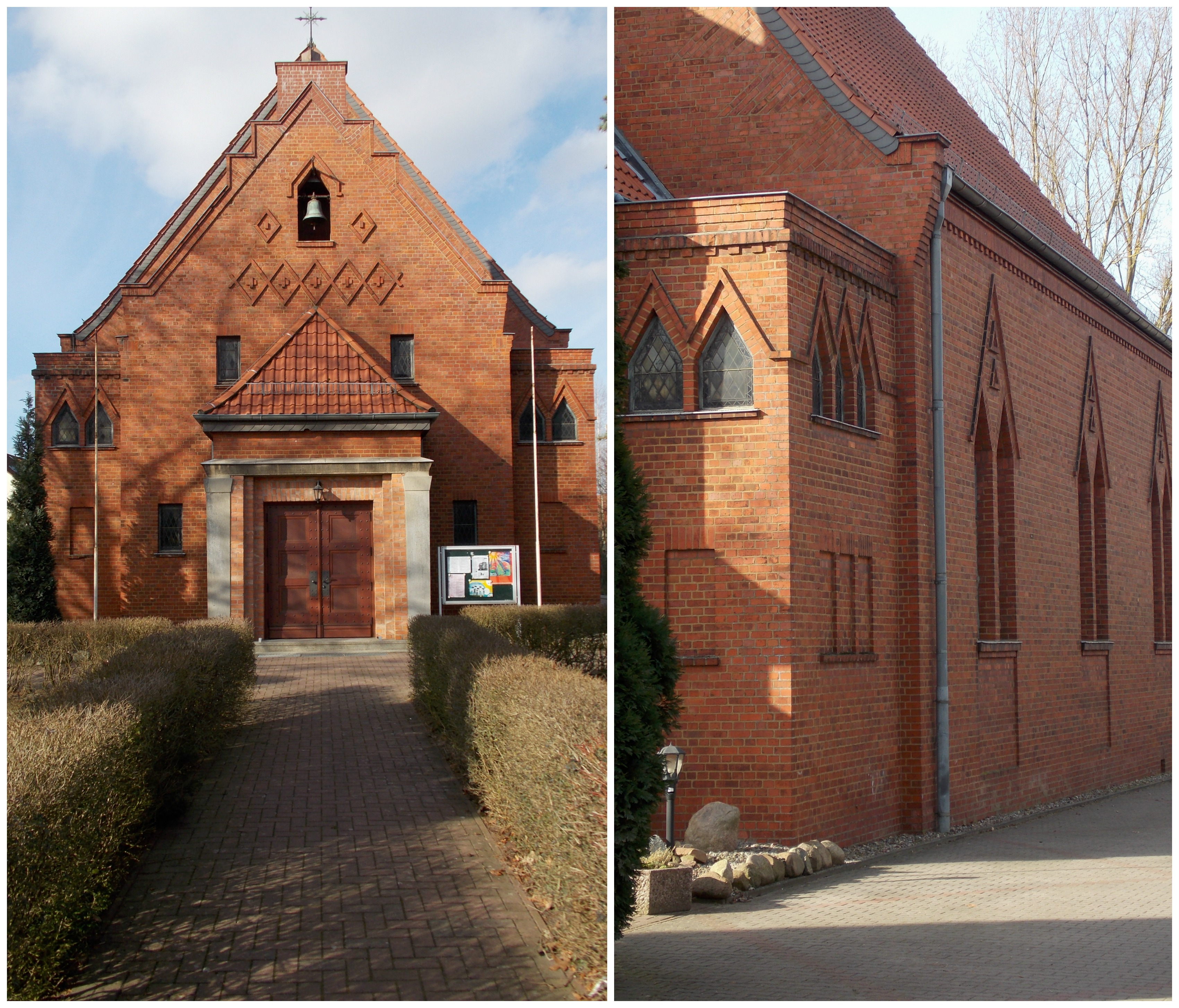
Katholische Heilig-Kreuz-Kirche
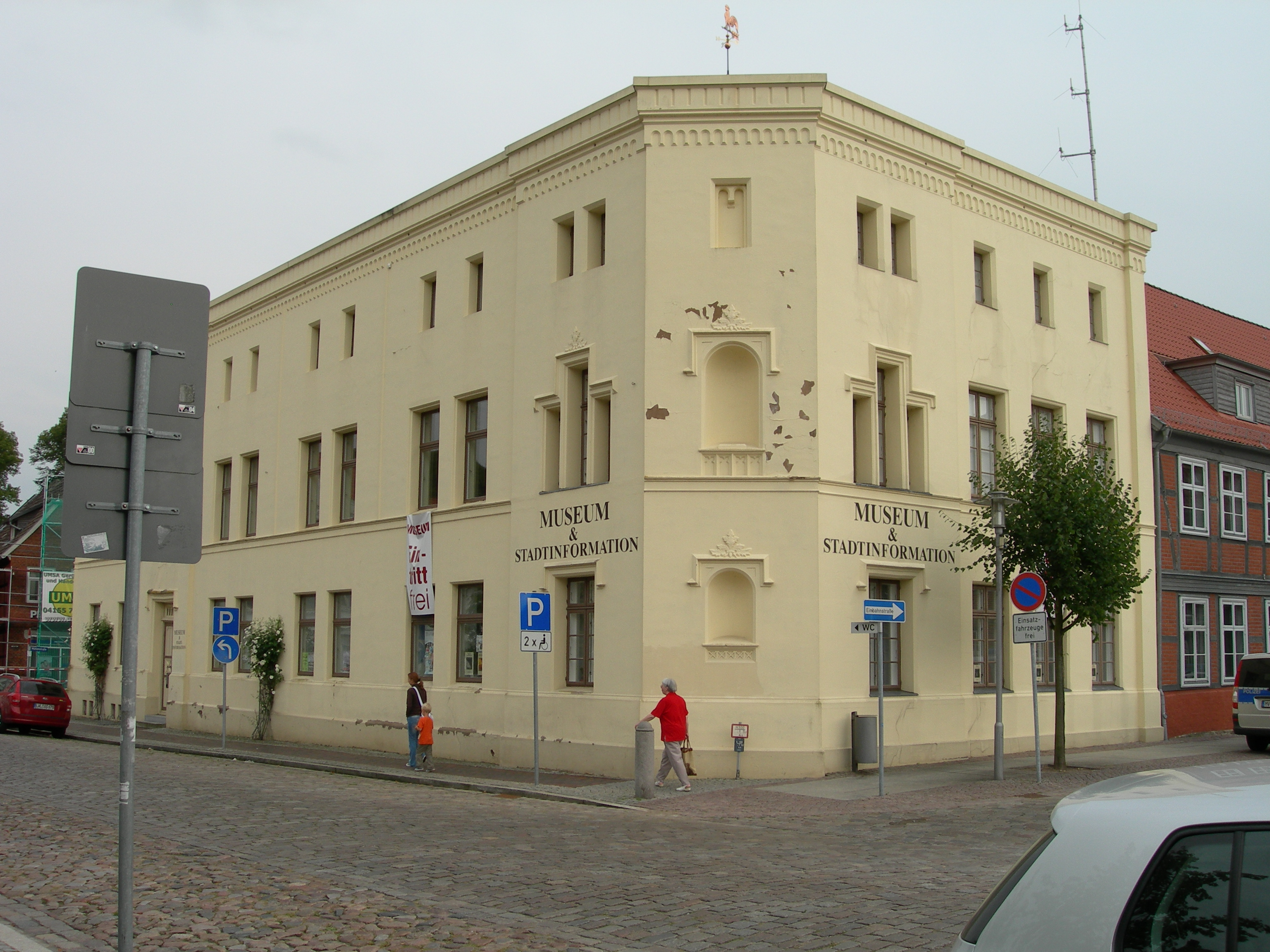
Heimatmuseum
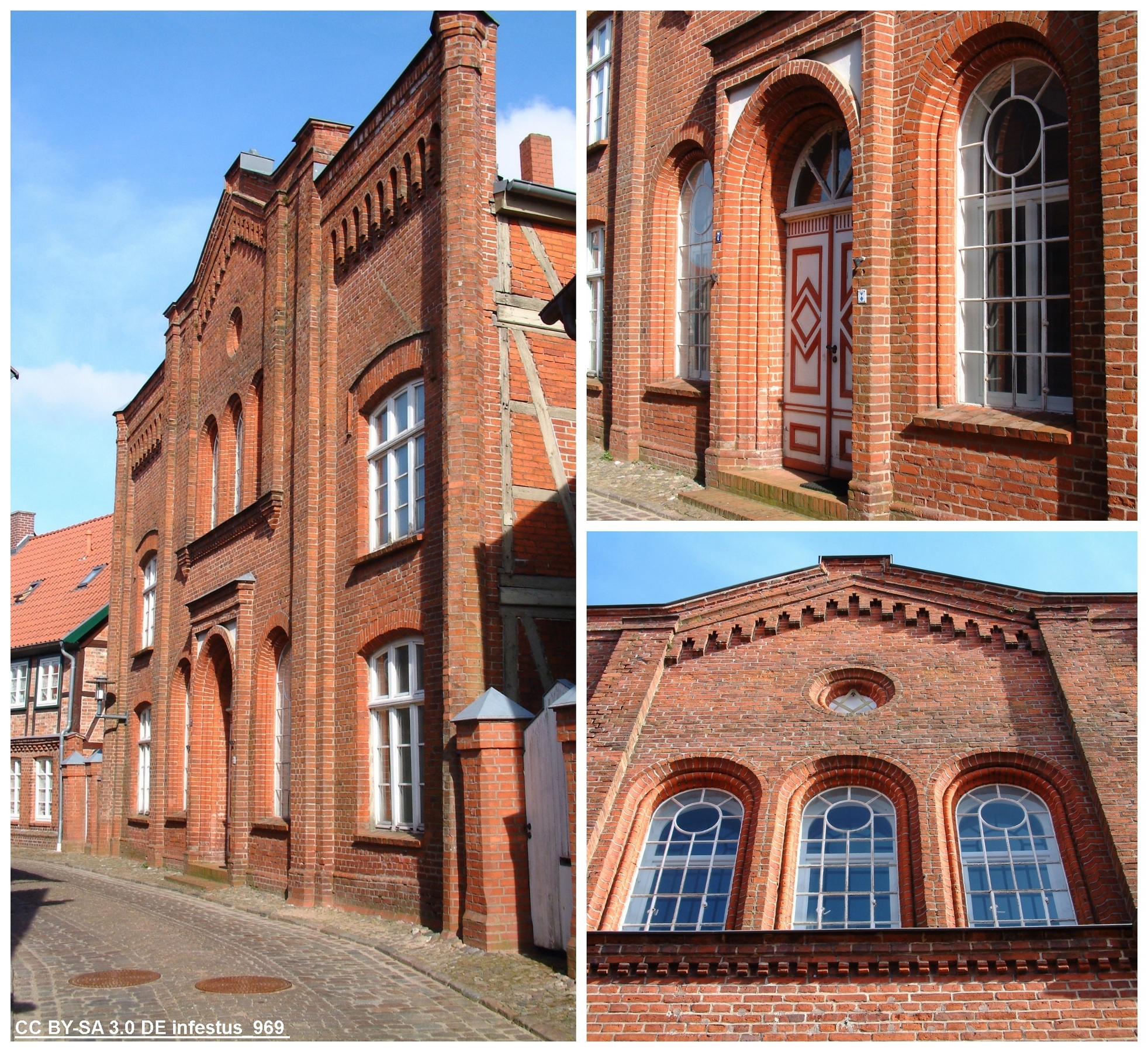
Ehemalige Synagoge
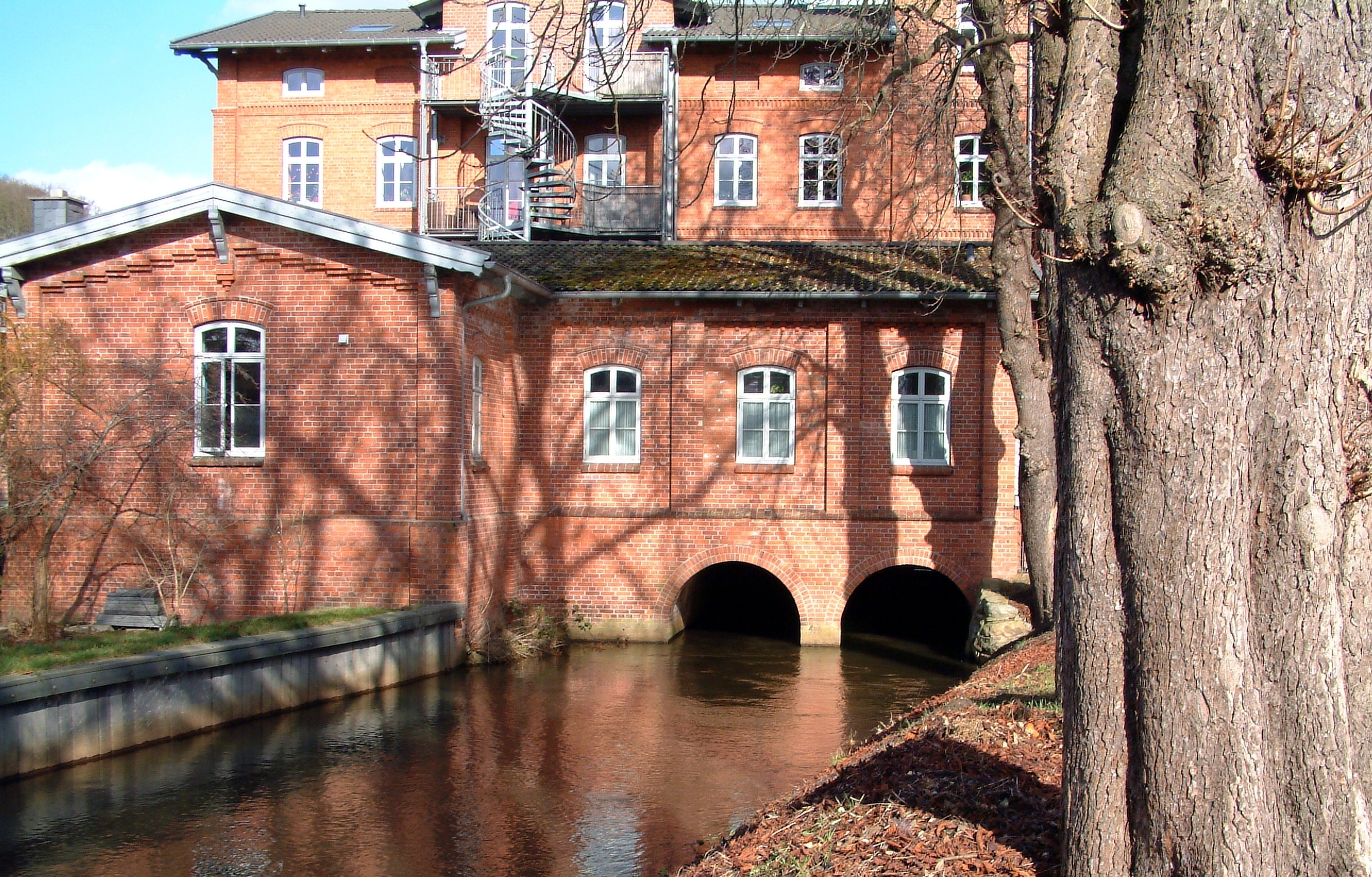
Wassermühle mit Speicher
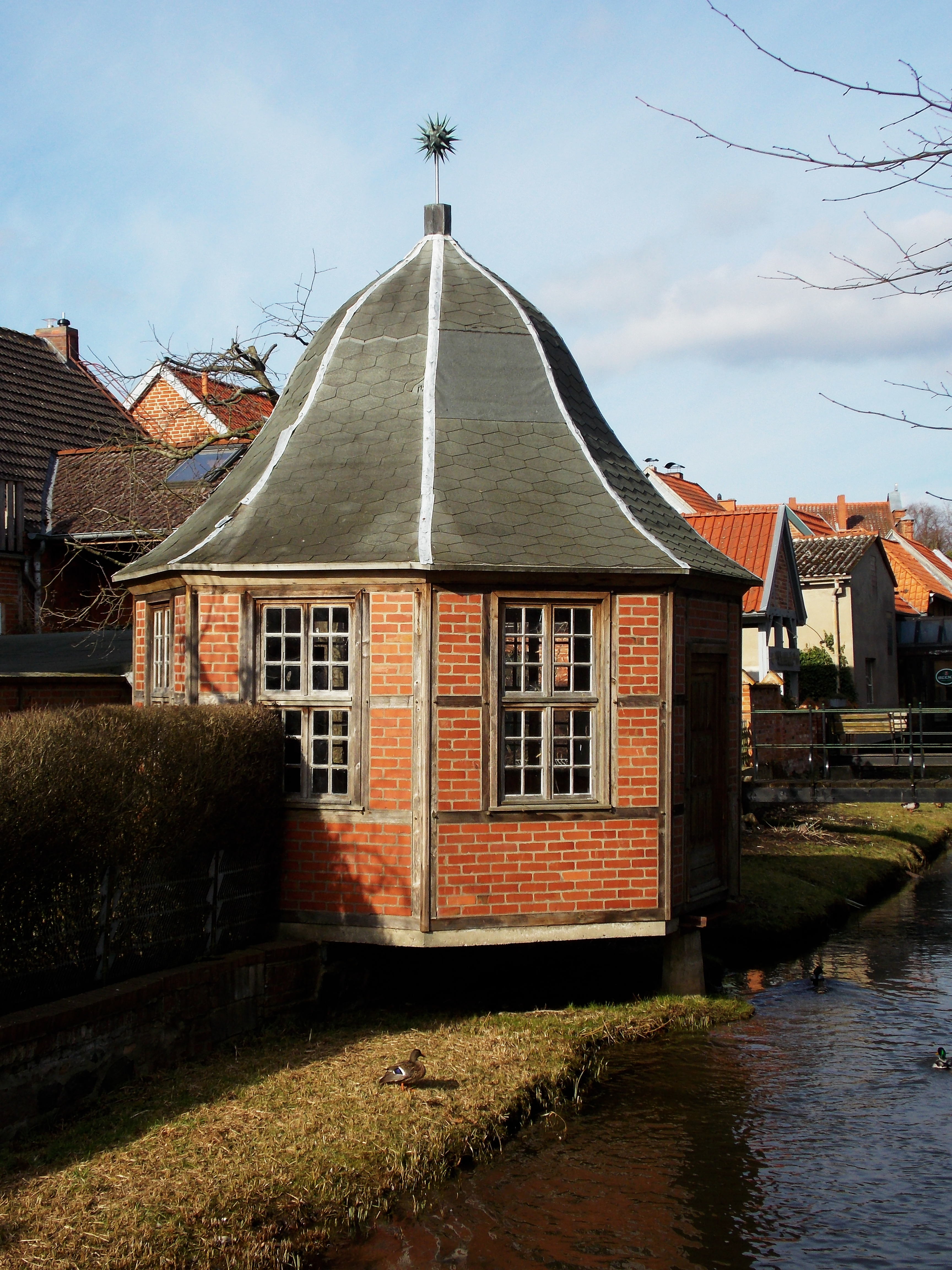
Wall-Pavillon

### Stadthafen Boizenburg

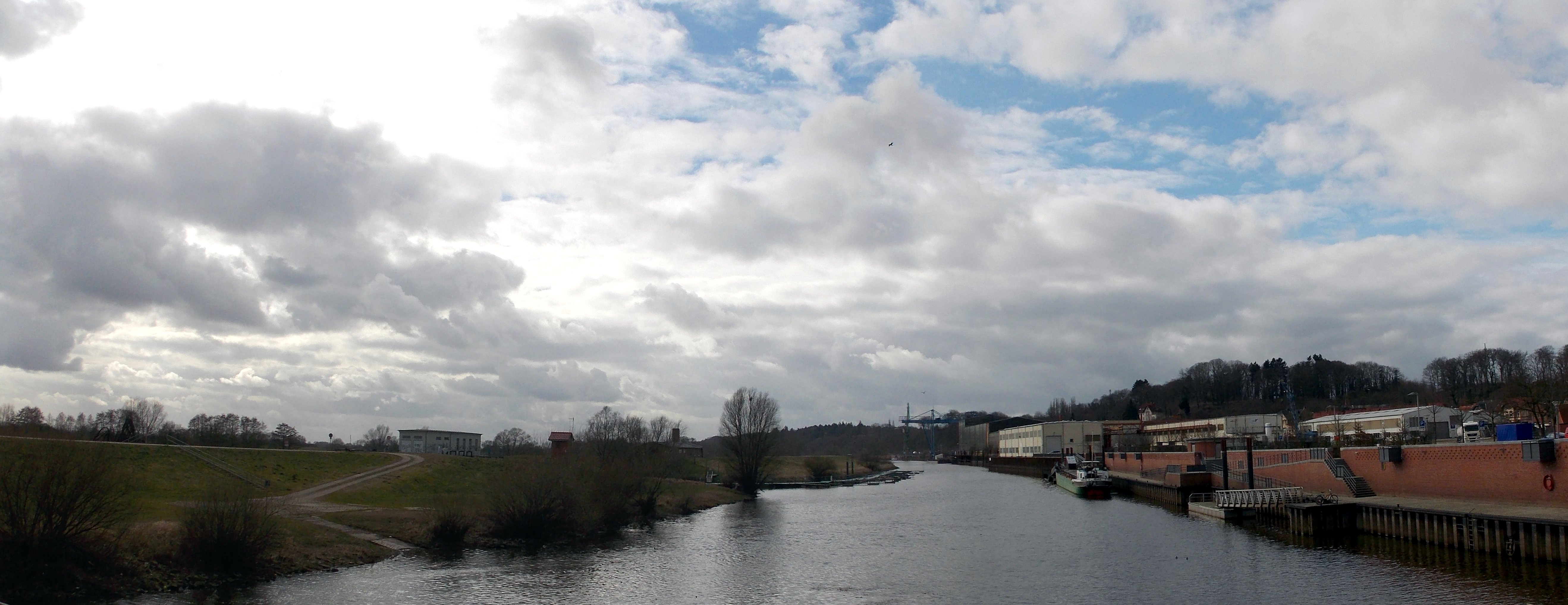
Boizenburger Stadthafen

1422 wurde den Boizenburgern das Schiffahrtsprivilegium erteilt. Der Hafen hatte über viele Jahrhunderte eine bedeutende Rolle für Boizenburg und deren Entwicklung. Der Salzhandel zwischen Wismar und Lüneburg wurde im Mittelalter auch über den Boizenburger Hafen abgewickelt.
Am westlichen Rand der Altstadt liegt der neu gestaltete (Planung von Schweitzer, Berlin) Hafen mit Liegeplätzen für Sport- und Segelboote. Das alte Werftgelände wurde dabei neuen Nutzungen zugeführt. Attraktiv ist die angrenzende De lütte Marsch, eine unverbaute Niederung.
Im Stadthafen liegt das Museums- und Veranstaltungsschiff Kulturschiff Minna dauerhaft vor Anker: Das Elbfrachtschiff mit einer Länge von 56 Meter und einer Breite von 5,5 Meter wurde 1918/19 in Boizenburg gebaut; ursprünglich als Unterelbe-Schleppleichter, erhielt es in den 1920er Jahren eine Motorisierung.
Der 1954 gebaute Eisenbahndrehkran EDK-10, von der Elbwerft von 1967 bis 1997 genutzt, kann besichtigt werden.

### Natur

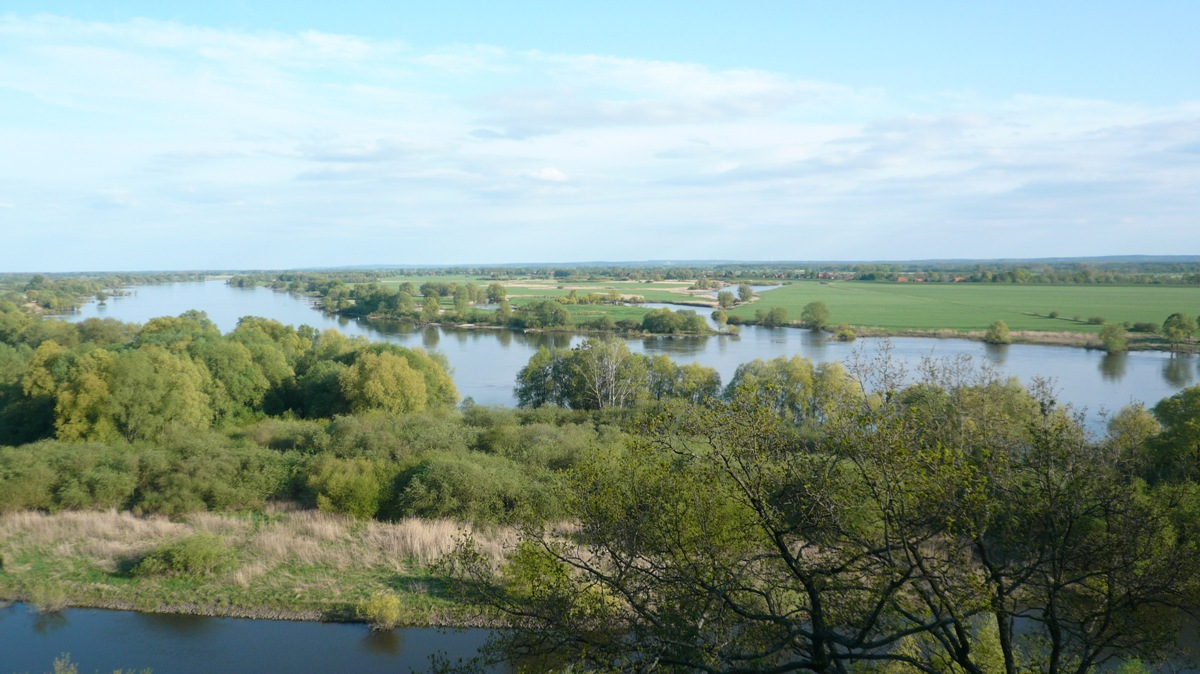
Aussicht vom Elwkieker

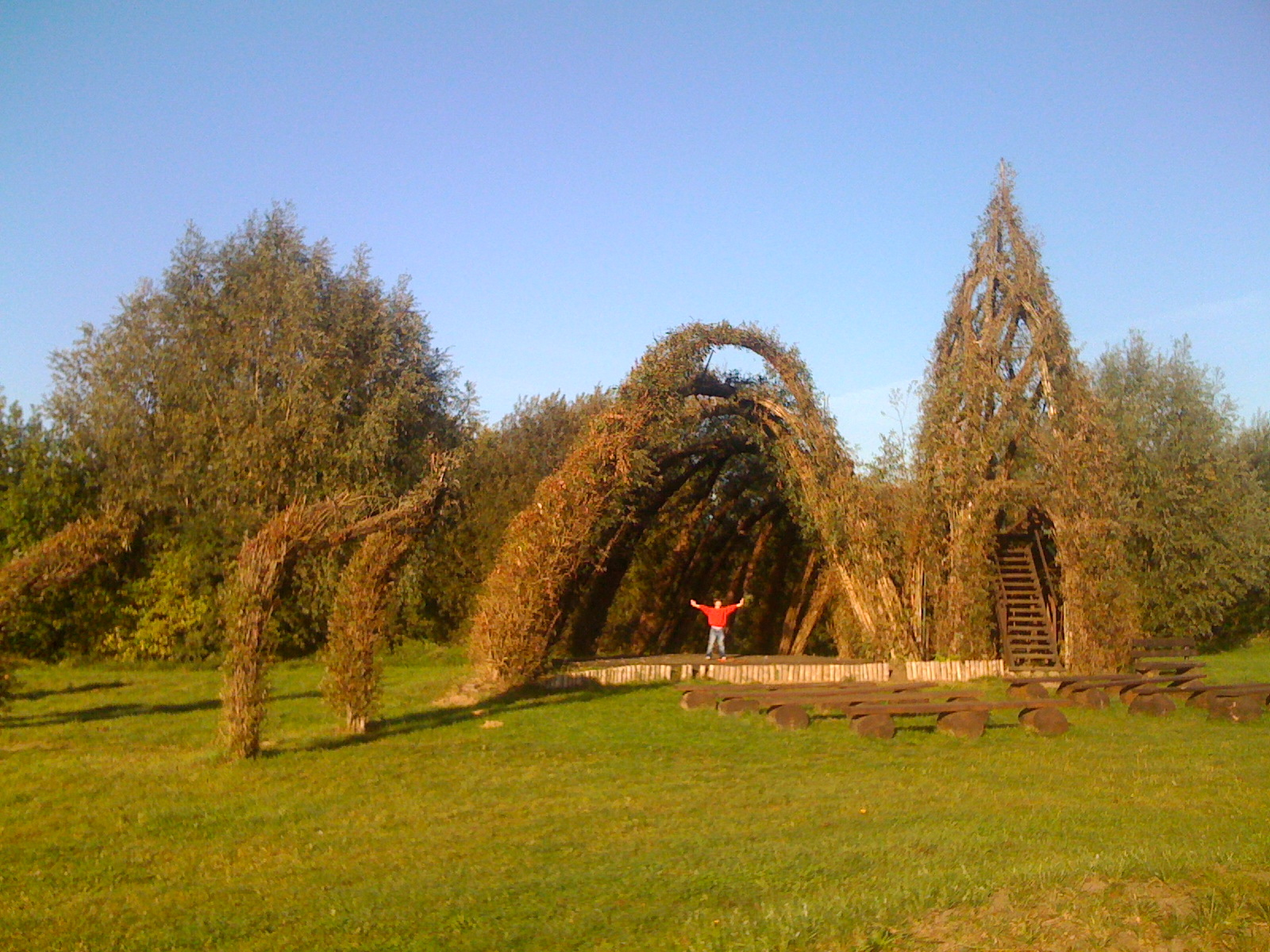
Boizenburger Weidenschneck

- Die von Linden gesäumte Wallanlage. Sie war einst Teil der Stadtbefestigung, der im Fürstengarten gelegenen Niederungsburg.
- Der 1928 geschaffene Stadtpark, gelegen am ehemaligen Standort der Boizenburger Höhenburg.
- Die Boize, die durch Teile der Stadt fließt.
- Der Aussichtspunkt Elbberg mit seinen zwölf Lindenbäumen, die im Volksmund die Zwölf Apostel genannt werden.
- Seit 2017 gibt es auf dem Elbberg in Boizenburg-Vier die Freiluftausstellung EinFlussReich, die unter anderem mit einem Info-Pavillon über die Elbe als Teil des Biosphärenreservats Flusslandschaft Elbe-Mecklenburg-Vorpommern informiert.[41] In unmittelbarer Nähe ist von dem Aussichtsturm Elwkieker der Verlauf der Elbe bei Boizenburg in südlicher und östlicher Richtung weit einsehbar.[42]
- Der Altendorfer Teich, der sich aus der Verbreiterung des äußeren Wallgrabens bildet und vom Sportanglerverein Boizenburg e. V. als Angelgewässer genutzt wird.[43]
- Der Weidenschneck, ein Baumwerk des Architekten Marcel Kalberer, das unweit des Binnenhafens errichtet wurde. Das Baumwerk ist 18 Meter lang, 12 Meter hoch und 9 Meter breit.

### Geschichtsdenkmale
- Gedenktafeln in der St.-Marien-Kirche Boizenburg für die Gefallenen des Koalitionskrieges und der Befreiungskriege von 1808 bis 1814 und dem Deutsch-Französischen Krieg von 1870 bis 1871
- Denkmal für die Gefallenen des Deutsch-Französischen Kriegs von 1870 bis 1871 auf dem Boizenburger Friedhof
- Denkmal nach einem Entwurf von Maximilian Preibisch für die Gefallenen des Ersten Weltkriegs von 1914 bis 1918 auf dem Boizenburger Friedhof
- Denkmal aus dem Jahre 1969, entworfen von Günther Zecher, auf der Elbbergkuppe zur Erinnerung an die jüdischen KZ-Insassinnen des KZ Boizenburg
- Mahnmal von 1948 auf dem Boizenburger Friedhof für die Opfer des Faschismus
- Gedenkstein von Anfang der 1960er Jahre auf dem Boizenburger Friedhof für 24 Opfer von Kriegsgefangenschaft und Zwangsarbeit
- Grabstätte des im Koalitionskrieg dienenden französischen Divisionsgeneral Joseph Morand, der am 2. April 1813 schwer verletzt wurde und in Boizenburg am 5. April verstarb. Grabstätte wurde auf Veranlassung des Boizenburger Weinhändler Friedrich Jacob Klepper angelegt. 1874 wurde die Grabstätte auf Befehl des Mecklenburger Großherzog Friedrich Franz II erneuert.
- Grabstätte des Lüneburger Weinhändler Friedrich Jacob Klepper, der seit 1813 in Boizenburg lebte, als Anführer der Boizenburger Landwehr war dieser zusammen mit den  Tettenbornschen Kosaken an der Befreiung Lüneburgs von der französischen Besatzung maßgeblich beteiligt.
- Gedenktafel Baustraße 12, angebracht 2006, in Erinnerung an die letzte jüdische Familie Boizenburgs, der Familie Cohn, diese bewohnte das Haus von 1803 bis 1938.
- Die 12 Apostel auf dem Elbberg sind Lindenbäume, und nach geschichtlicher Überlieferung zu Ehren von 12 gefallenen französischen Offizieren gepflanzt worden, die zwischen 1800 und 1814 gefallen sind. Die Linden wurden 1996 neu gepflanzt.
- Denkmalgeschützter jüdischer Friedhof, am Lauenburger Postweg

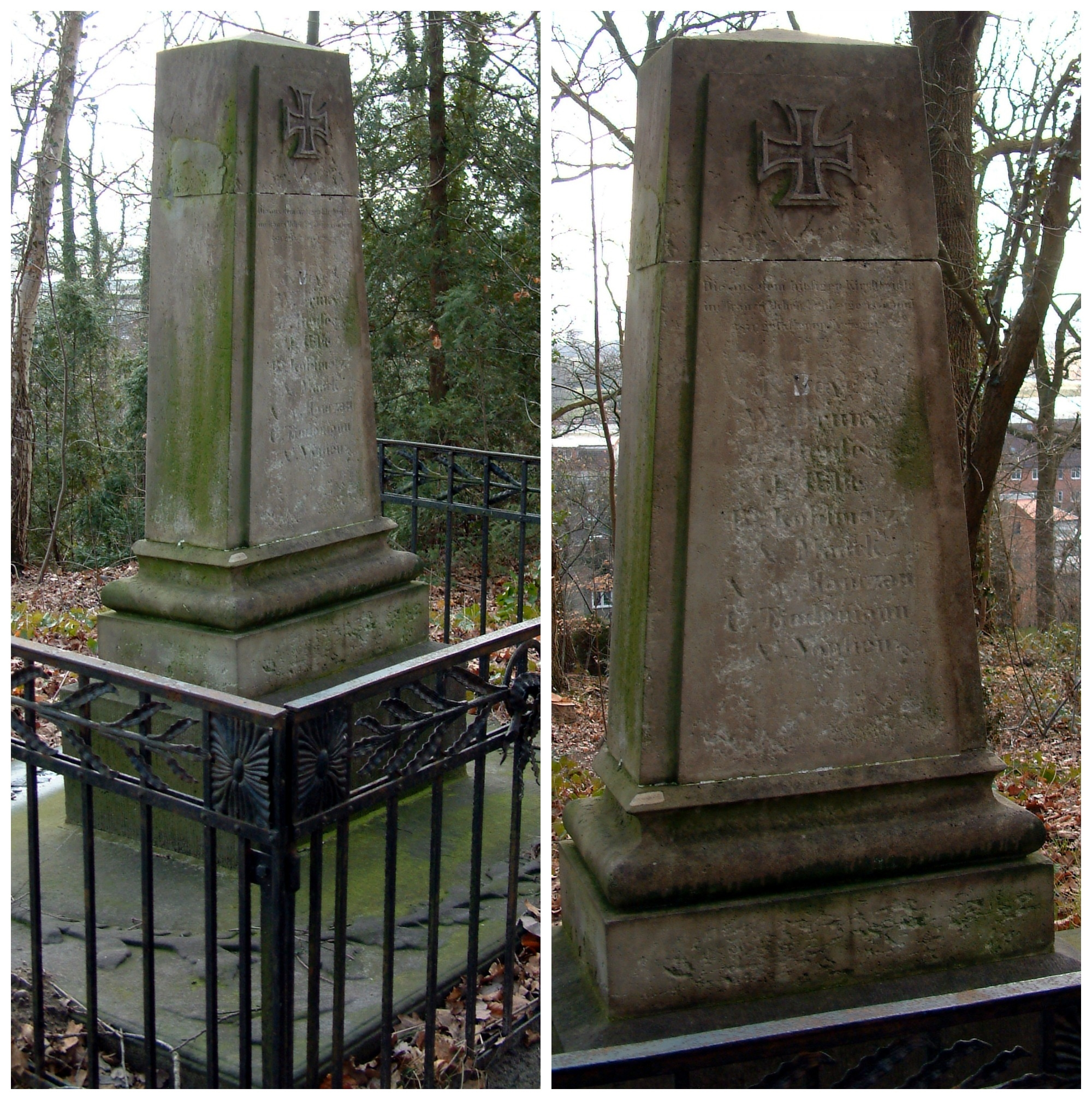
Gefallenen-Denkmal, Deutsch-Französischer Krieg
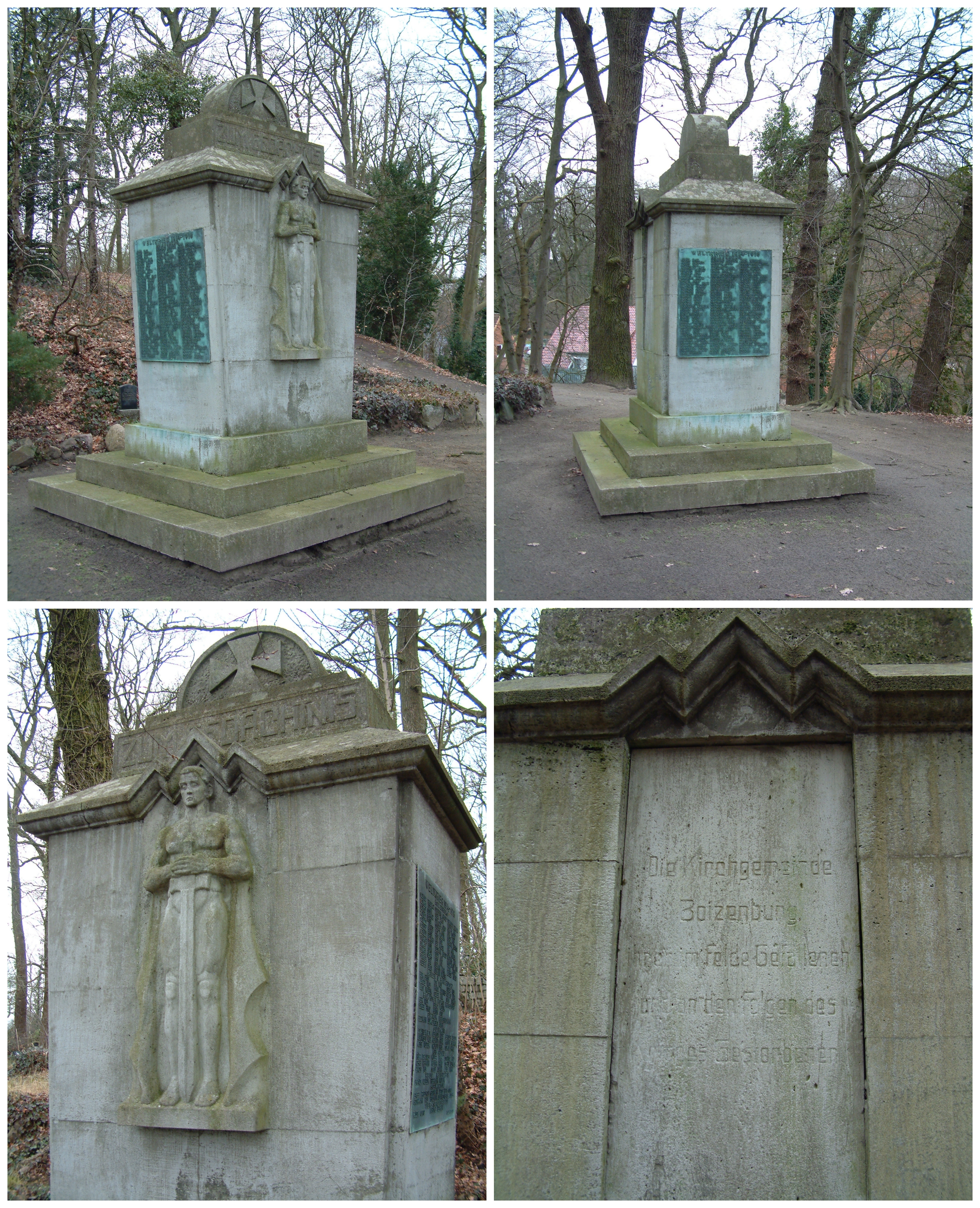
Gefallenen-Denkmal, Erster Weltkrieg
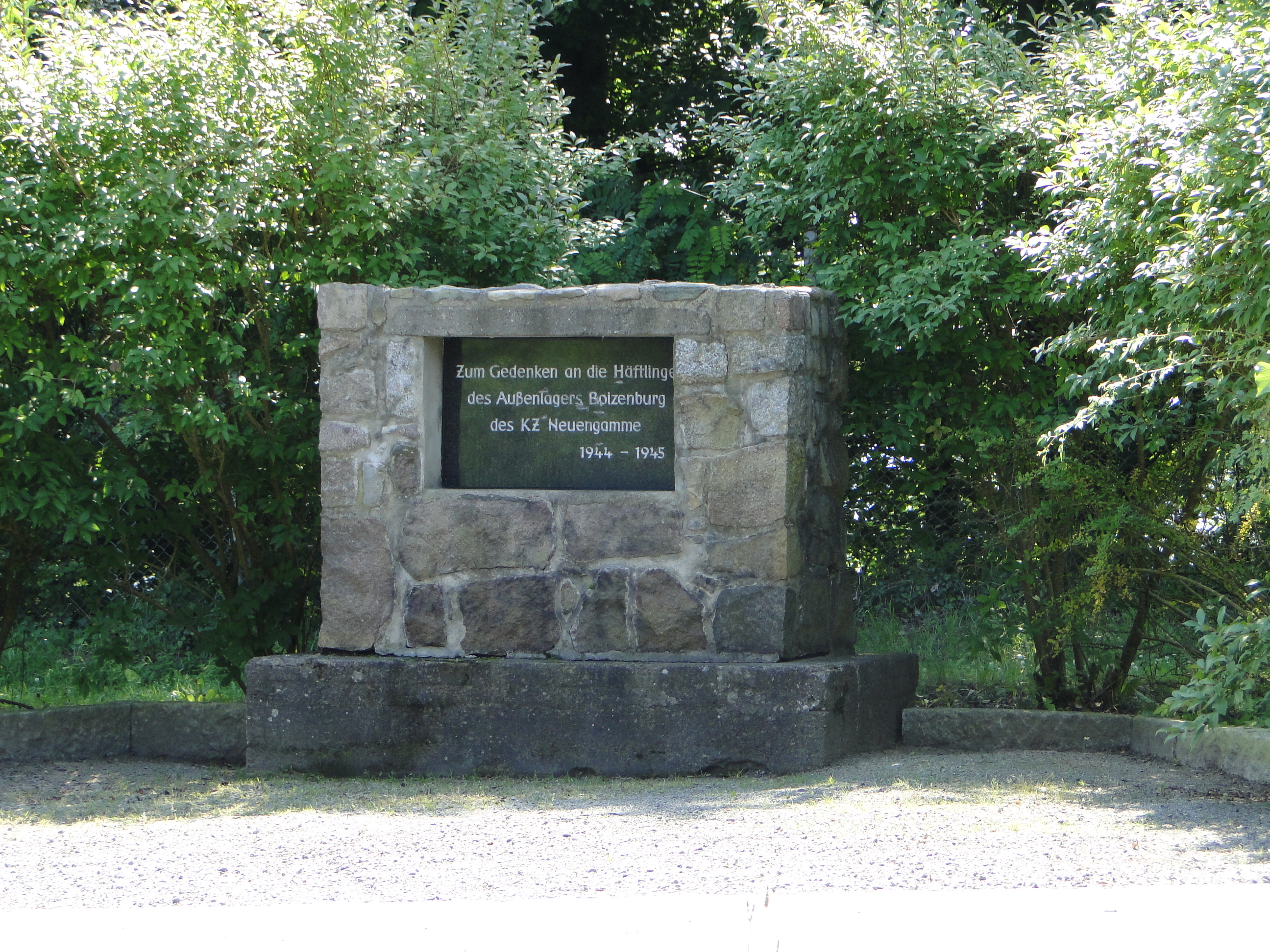
Gedenkstätte Außenlager Boizenburg des KZ Neuengamme
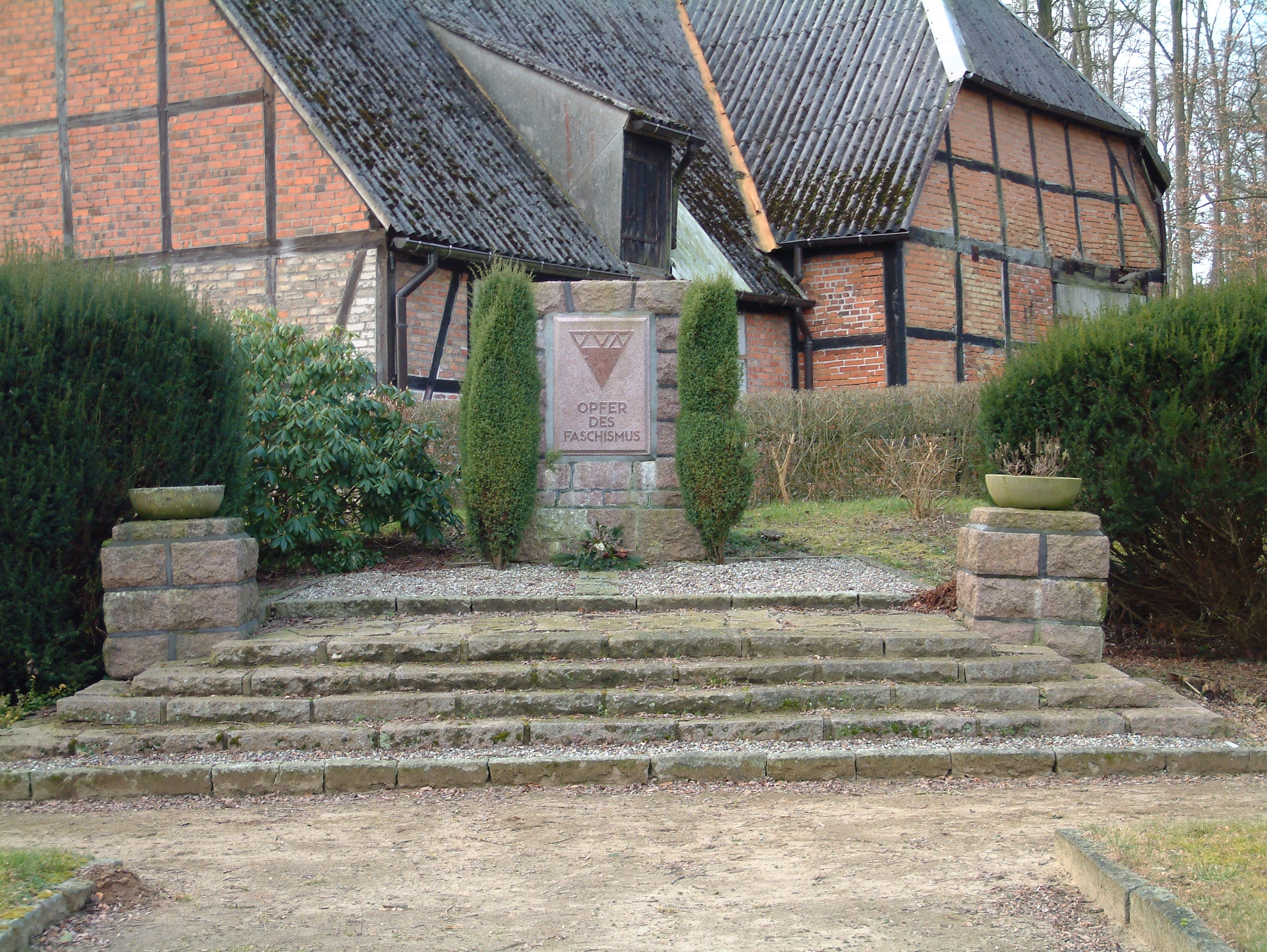
Mahnmal von 1948 auf dem Boizenburger Friedhof für die Opfer des Faschismus
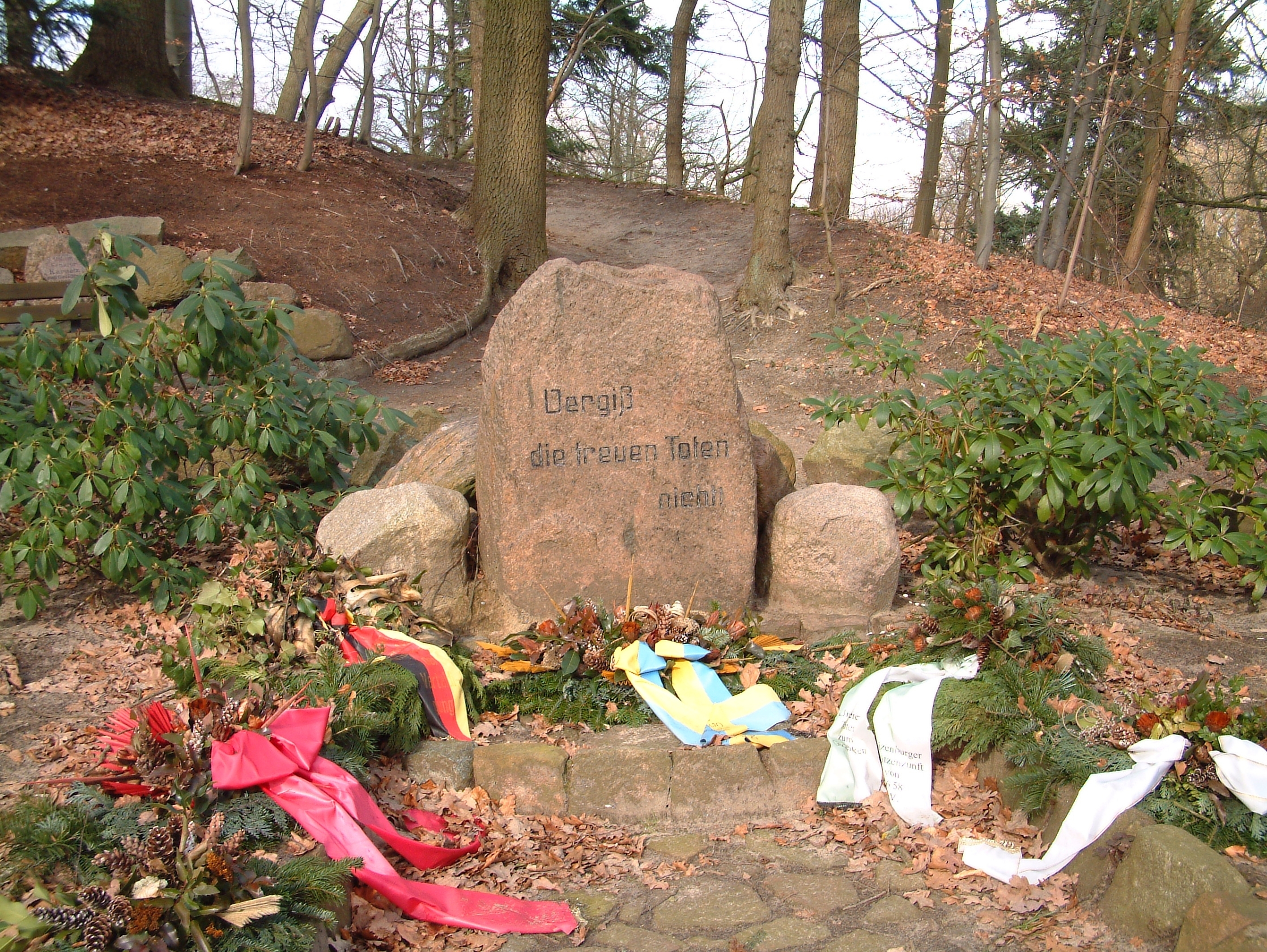
Gedenkstein für Opfer von Kriegsgefangenschaft und Zwangsarbeit
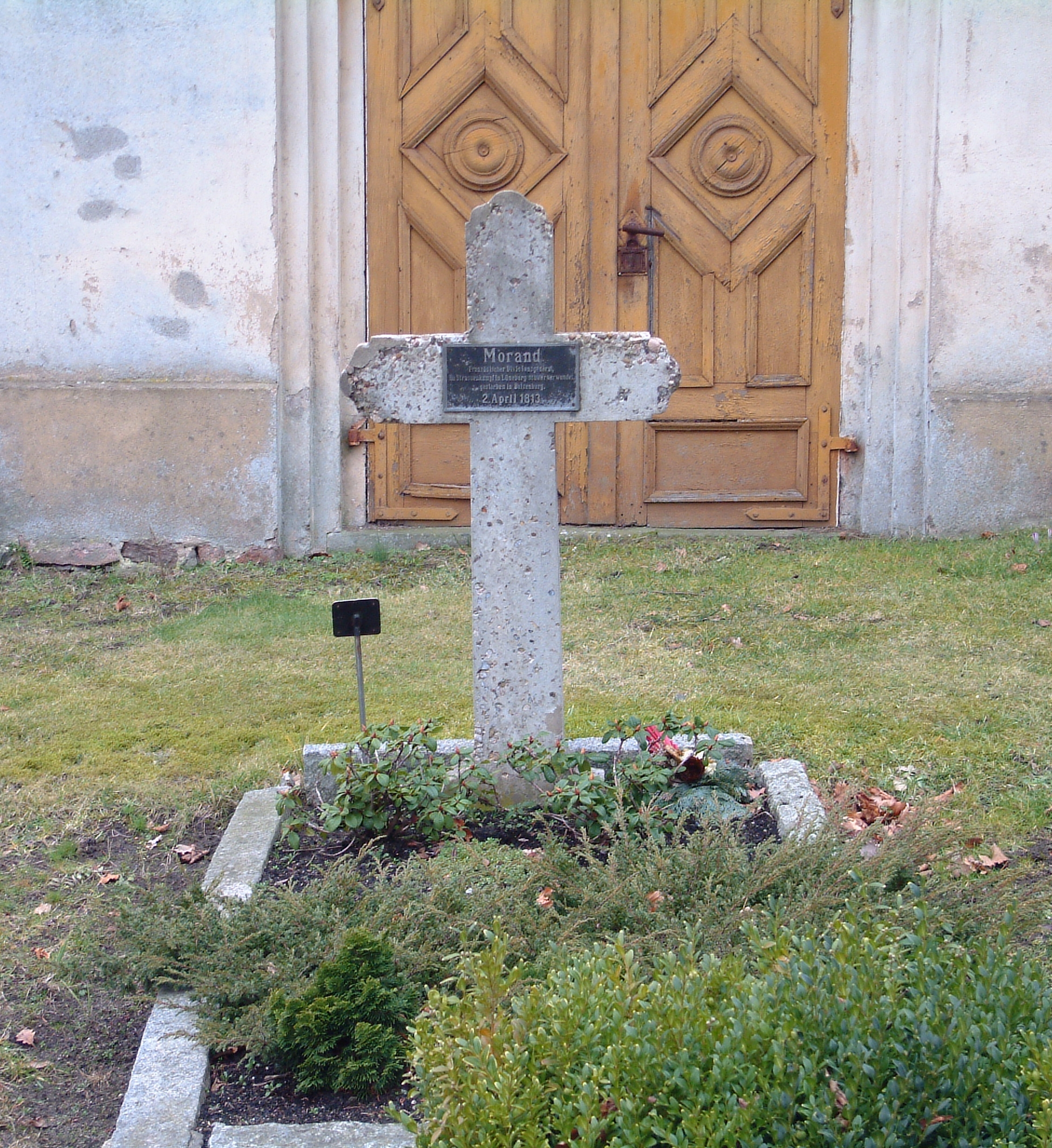
Grabstätte des französischen Generals Joseph Morand
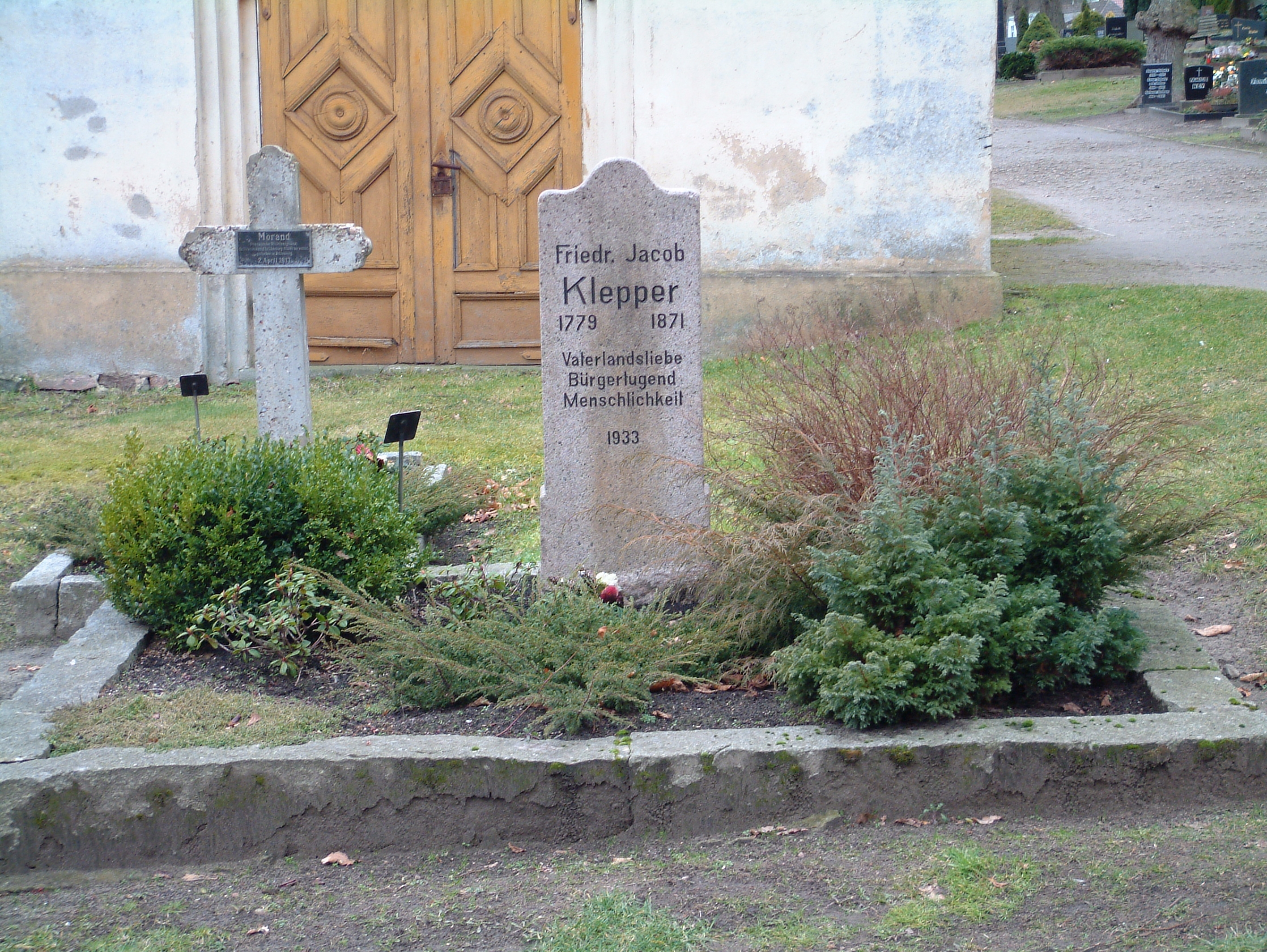
Grabstätte Johann Friedrich Klepper
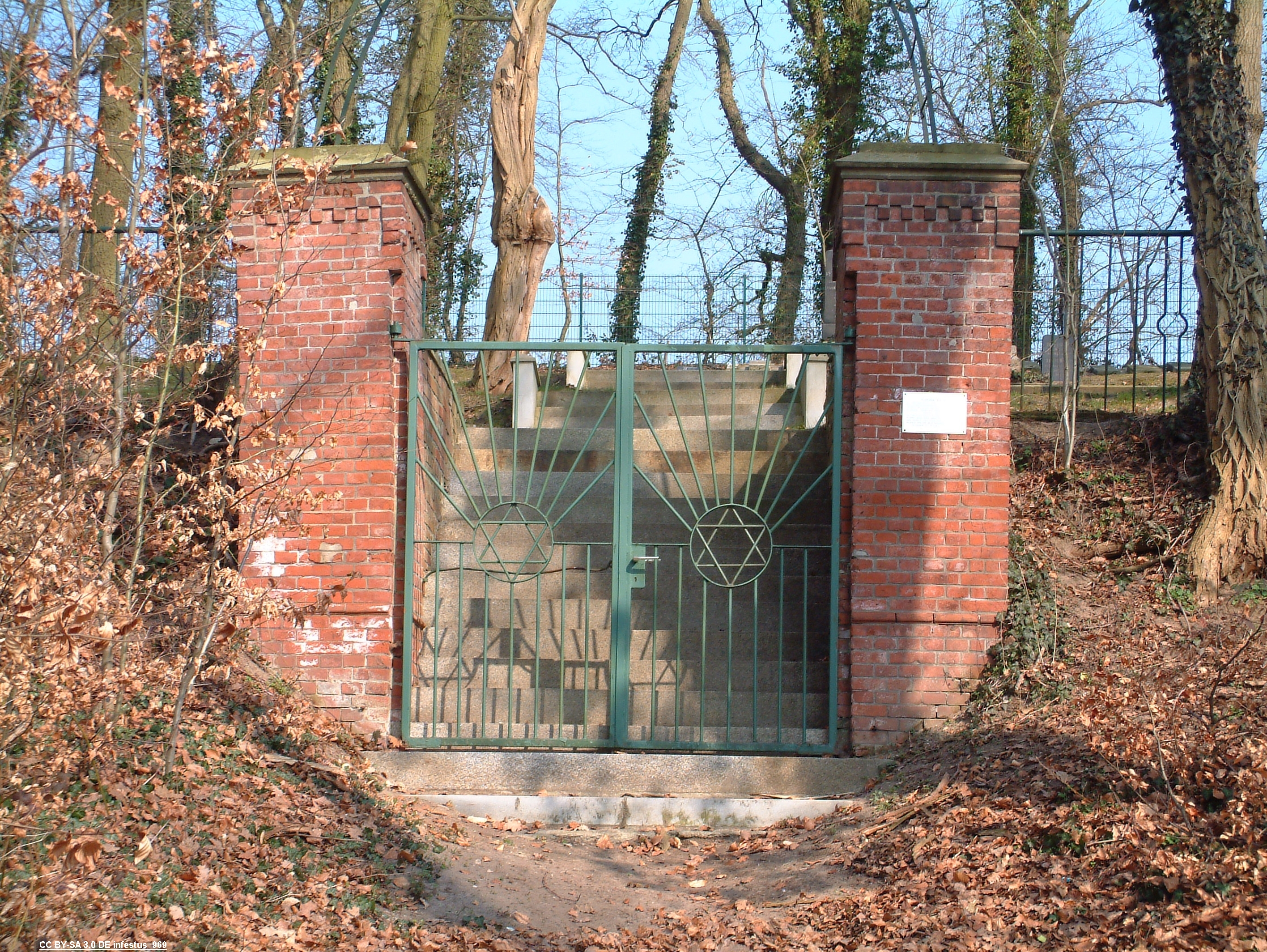
Jüdischer Friedhof Boizenburg

## Wirtschaft und Infrastruktur

### Unternehmen
In Boizenburg sind im alten Stadtzentrum neben gastronomischen Betrieben und einer Filiale der Sparkasse eine Reihe von Einzelhandelsgeschäften für Waren des täglichen Bedarfs ansässig.
Die KMG Klinik Boizenburg ist ein Krankenhaus der Grund- und Regelversorgung, das in unmittelbarer Nähe des Binnenhafens liegt. Das Krankenhaus war bis November 2014 Teil der Rhön-Klinikum AG.
Weitere Geschäfte und vor allem das produzierende Gewerbe konzentrieren sich im Stadtteil Boizenburg-Bahnhof im Osten der Stadt.
Als Betriebe sind dort unter anderem vertreten:
- Keramische Partnerschaft Boizenburg, die aus der Fusion des seit 1903 ansässigen Unternehmens Boizenburg Fliesen und t.trading hervorging und die Keramikfliesen produziert und vermarktet.[45]
- Sweet Tec GmbH, ein Süßwaren produzierendes Unternehmen mit rund 400 Mitarbeitern.[46]
- Produktionsstätte und das Logistikzentrum der aus der Teldec hervorgegangenen OK-Medien Service GmbH & Co. KG, die auf die Produktion von CDs und DVDs sowie deren Verpackungsgestaltung mit Siebdruck, Offsetdruck und Relief-Druck spezialisiert ist.[47]
- MST Matzen Schlauch-Technik GmbH & Co. KG, spezialisiert auf die Herstellung von flexiblen Schläuchen und Verbindungen.[48]
- Premier Tech Aqua GmbH, ein Kunststoff verarbeitender Betrieb mit der Spezialisierung auf die Herstellung von geformten Hohlkörpern aus Polyethylen.[49]
- Die Drinkuth AG stellt Fenster- und Türelemente aus Kunststoff und Aluminium her.[50]
- Rothkötter Mischfutterwerk GmbH, spezialisiert auf die Produktion von Schweine- und Hähnchenfutter, die speziell für die Zucht und Mast entwickelt wurden.[51]
- Danish Crown, fleischverarbeitender Betrieb, spezialisiert auf die Grob- und Feinzerlegung von Schweinen.[52]

Weitere Unternehmen sind in den Bereichen Stahlbau, Maschinenbau und der Fleischverarbeitung tätig.
Am 1. Januar 2008 wurden von den Stadtbetrieben Lauenburg/Elbe und den Stadtwerken Boizenburg/Elbe die VersorgungsBetriebe Elbe gegründet, die für Boizenburg und die umliegende Region einschließlich Lauenburg der Grundversorger für die Energie-, Wärme- und Wasserversorgung sind. Ab 2011 wurde der Versorgungsbereich des Unternehmens auf das Netzgebiet Amt Lütau, im Jahr 2013 auf das Netzgebiet Basedow, beides Gemeinden in Schleswig-Holstein, ausgedehnt.

### Verkehr
Nördlich von Boizenburg kreuzen sich die in Ost-West-Richtung verlaufende Bundesstraße 5, die als Umgehungsstraße geführt wird, und die in Nord-Süd-Richtung verlaufende Bundesstraße 195.
Der Bahnhof Boizenburg (Elbe) liegt an der Bahnstrecke Berlin–Hamburg. Es verkehren Züge des RE 1 „Hanse-Express“ von Hamburg nach Rostock. Die Boizenburger Stadt- und Hafenbahn, die den Bahnhof mit Altstadt und Hafen verband und mehrheitlich dem Güterverkehr diente, stellte 1998 endgültig den Betrieb ein. Die meisten Gleise wurden ab 2005 abgebaut.
Boizenburg ist mit seinem Hafen an die Elbe als Bundeswasserstraße angebunden. Elbabwärts ist dieser Hafen vor Lauenburg der vorletzte Halt vor dem Übergang der Mittelelbe in die Unterelbe an der Staustufe Geesthacht, hinter der die Elbe den Gezeiten der Nordsee ausgesetzt ist.
Die Verkehrsgesellschaft Ludwigslust-Parchim (VLP) ist Betreiberin der städtischen und regionalen Buslinien des Öffentlichen Personennahverkehrs.
Boizenburg ist Station des Elberadweges, der auf 1220 Kilometern Špindlerův Mlýn (Spindlermühle) im Riesengebirge im Norden Tschechiens mit Cuxhaven an der Elbemündung verbindet.
Für ihren Verkehr erstellte die Stadt ein Konzept für den Verkehrsentwicklungsplan Boizenburg/Elbe 2030, der im Februar 2017 überarbeitet wurde. Besondere Ziele des Konzeptes sind die Förderung des Zufußgehens, des Radverkehrs und des ÖPNV, die Attraktivierung des Stadt- und Straßenraumes und ein leistungsfähiges Straßennetz.

### Bildung
In Boizenburg gibt es sechs Kindergärten, die Grundschule An den Eichen und die Ludwig-Reinhard-Grundschule, die Regionale Schule Rudolf-Tarnow und das Elbe-Gymnasium, das 2003 den Titel Schule ohne Rassismus – Schule mit Courage erhielt und im Jahr 2013 zum 10. Mal verteidigte. Die Allgemeine Förderschule besitzt einen Schulteil zur individuellen Lebensgestaltung.
Als Teil der Bildungsarbeit wurde 2011 ein Aktionsplan gegen Extremismus ins Leben gerufen, um dem Erstarken rechtsextremer Anschauungen in Boizenburg entgegenzuwirken. In dem Projekt, das in den Jahren 2011 bis 2013 vielfältige Aktionen beinhaltete, organisierten sich verschiedene Einrichtungen und Initiativen, darunter der Förderverein der Freiwilligen Feuerwehr Boizenburg, die Wasserwacht der Ortsgruppe Boizenburg des DRK-Kreisverbandes Ludwigslust, der ASB Ortsverband Boizenburg/Grabow und die Kirchen.
Über den Kino-Club Boizenburg e. V. sind viele der kulturellen Aktivitäten in der Stadt miteinander vernetzt.

### Sport
In Boizenburg ist die SG Motor Boizenburg mit den Abteilungen Fußball, Kinderturnen/Gymnastik, Gesundheitssport, Aikido/Thai-Boxen, Volleyball, Badminton, Tischtennis, allgemeine Sportgruppe, Thai Chi und Kegeln sowie die SG Aufbau Boizenburg mit den Abteilungen Tanzsport, Tischtennis, Badminton, Boxen, Laufen und Fußball aktiv. Die SG Motor Boizenburg wurde 1948 als Betriebssportgruppe Logger der Elbewerft gegründet, 1950 in BSG Anker Boizenburg und 1951 in BSG Motor Boizenburg umbenannt. 1990 erhielt die SG Motor Boizenburg ihren heutigen Namen. Sie SG Aufbau Boizenburg wurde 1948 als Betriebssportgruppe (BSG) Keramik Boizenburg gegründet, 1951 in BSG Chemie und 1954 in BSG Aufbau Boizenburg umbenannt. 1990 erhielt der Verein seinen heute gültigen Namen.  Neben Vereinen für Leichtathletik und verschiedene Ballsportarten existieren in Boizenburg Vereine für den Pferde-, Hunde-, Boots- und Angelsport. Die Sportschützen sind in zwei Vereinen organisiert.

## Persönlichkeiten

### Söhne und Töchter der Stadt
- Wirad von Boizenburg (um 1188), Beauftragter von Graf Adolf III. von Schauenburg für den Bau der Hamburger „alten“ Neustadt (St. Nikolai)
- Johann Kruse († 1598), Kaufmann und Ratsherr der Hansestadt Lübeck
- Michael Christoph Brandenburg (1694–1766), evangelisch-lutherischer Geistlicher und Dichter
- Georg Ackermann (1763–1833), Theologe und Pädagoge, geboren in Vier
- Franz Hermann Müschen (1774–1847), erster Pomologe Mecklenburgs
- Wilhelm Hocker (1812–1850), Schriftsteller und Weinmakler
- Theodor Mussaeus (1814–1895), Jurist
- Adolf Knaudt (1825–1888), Ingenieur und Unternehmer
- August Walter (1827–1888), Reichstags- und Landtagsabgeordneter
- John Ulrich Schroeder (1876–1947), Jurist
- Leonhard Adelt (1881–1945), Buchhändler, Schriftsteller und Journalist
- Carl Bussow (1887–1972), Politiker (KPD)
- Hans Kummerfeldt (1887–1963), Politiker (NSDAP)
- Heinrich Laag (1892–1972), evangelischer Theologe, Generalsuperintendent in der pommerschen Kirche
- Bruno Hirschberg (1899–1976), Politiker (CDU der DDR)
- Hans Tauchert (1904–1958), Fußballspieler und -trainer
- Reinhard Ohse (1930–2022), Kirchenmusiker und Komponist
- Lothar Scholz (1935–2015), Künstler, bekannt für seine Fliesenmalerei sowie Pastell- und Ölmalerei
- Rainer Kaube (* 1944), Fußballspieler
- Franz Prüß (* 1945), Sozialpädagoge
- Hans-Werner Ahrens (* 1948), Generalmajor der Bundeswehr
- Rüdiger Rosenthal (* 1952), Lyriker und Journalist
- Ria Beck (* 1953), Augenärztin
- Rüdiger Beckhaus (* 1955), Chemiker
- Roland Garve (* 1955), Zahnarzt und Ethnomediziner

### Mit Boizenburg verbundene Persönlichkeiten
- Carl Riemann (1785–1843), von 1815 bis zu seinem Tod Pastor der Stadtkirche und Präpositus
- Ludwig Reinhard (1805–1877), Rektor der Stadt- und Armenschule Boizenburg, 1848/49 Mitglied der Frankfurter Nationalversammlung
- Hermann Burmeister (1849–1935), 1879–1919 Bürgermeister von Boizenburg, seit 1922 Ehrenbürger[65]
- Maximilian Preibisch (1877–1940), Bildhauer, lebte in Boizenburg
- Eduard Ludwig Alexander (1881–1945), 1928 Reichstagsabgeordneter der KPD, 1931 Bürgermeister von Boizenburg[66]
- Hans Vick (1893–1966), Lehrer, Gründer des Boizenburger Museums, Heimatforscher und Buchautor[67]
- Karl Pankow (1905–1973), 1959–1960 Bürgermeister von Boizenburg

## Trivia
1979 erschien die 58. Folge der Filmreihe Polizeiruf 110 mit dem Titel Tödliche Illusion, die mit Unterstützung des VEB Elbewerften unter anderem in Boizenburg gedreht wurde.